# Bicentenario de la Independencia de México

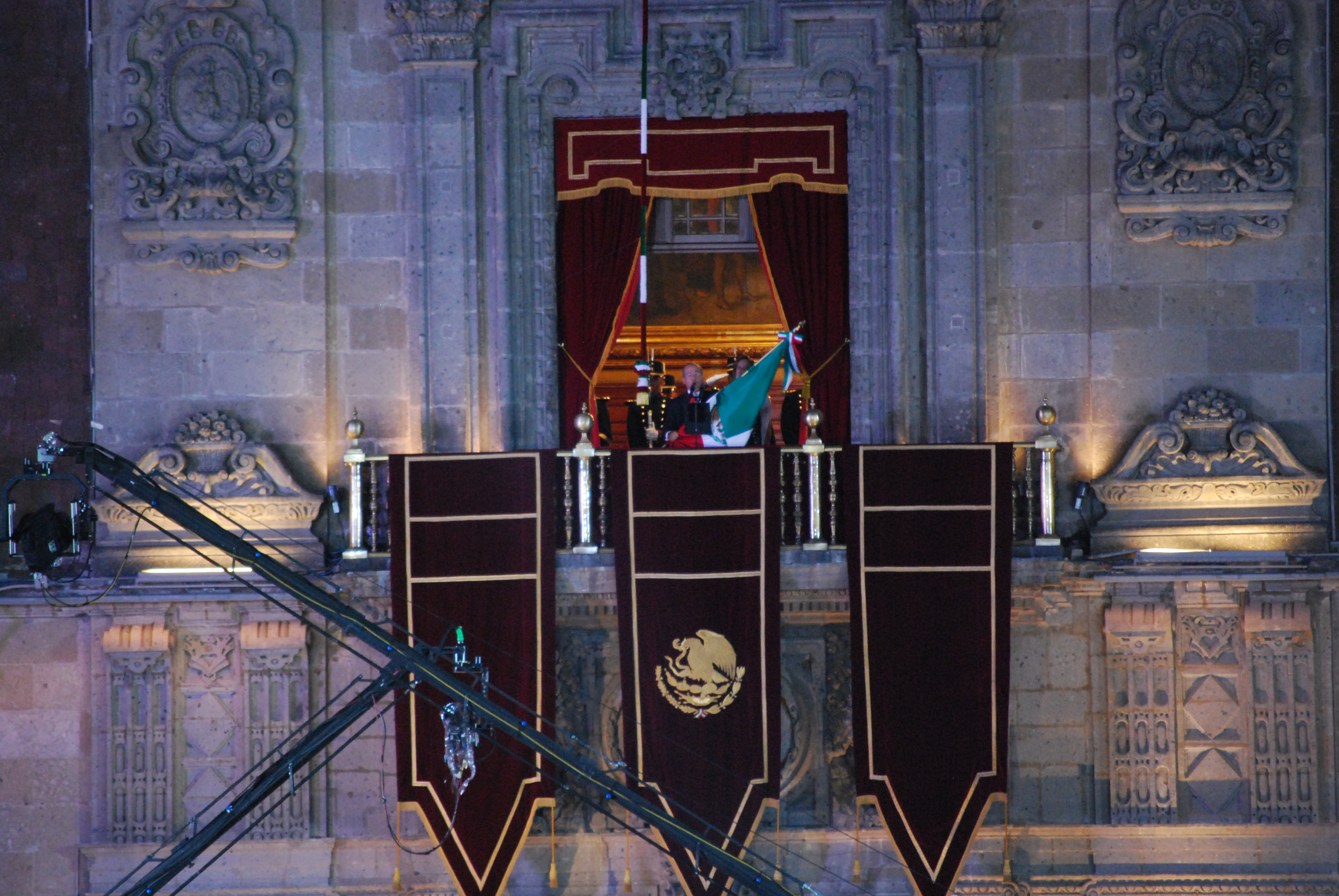
El presidente Felipe Calderón Hinojosa encabezando el Grito de Independencia desde el balcón principal de Palacio Nacional, en la Ciudad de México el 15 de septiembre de 2010.

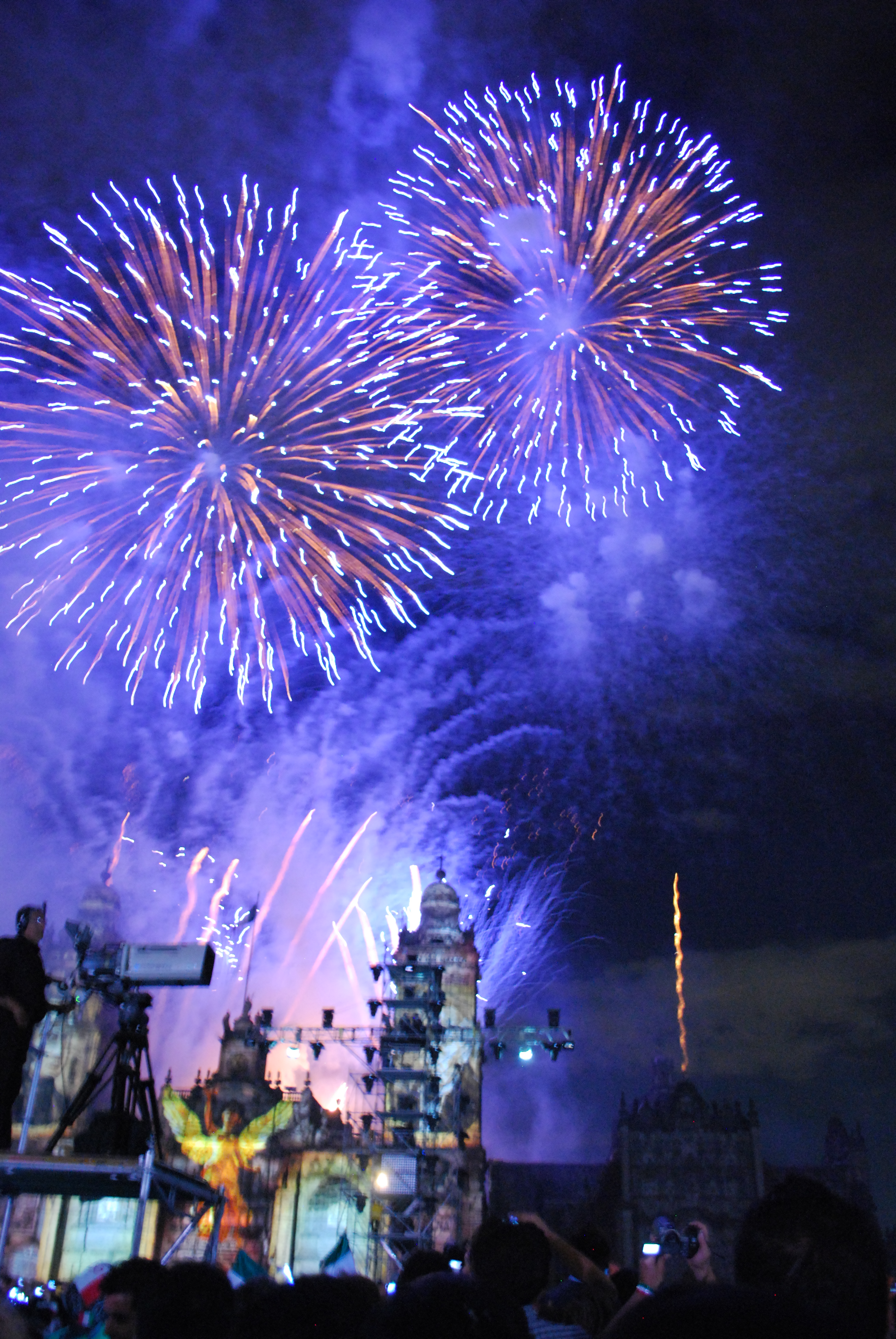
Fuegos pirotécnicos y espectáculo de luces en la Catedral Metropolitana de la Ciudad de México, después del Grito de Independencia.

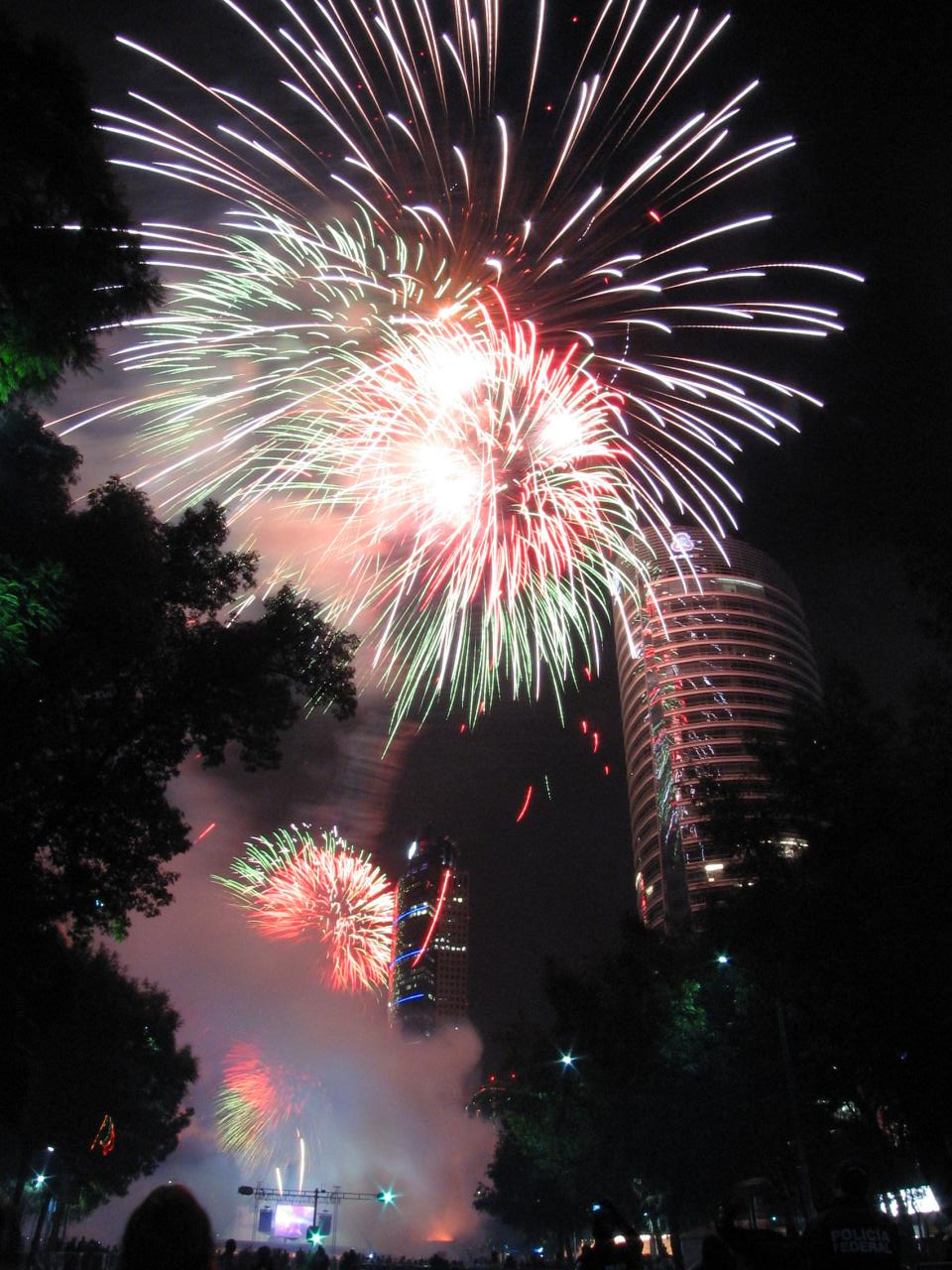
Fuegos pirotécnicos en Paseo de la Reforma, después del grito de Independencia.

El Bicentenario de la Independencia de México fue un grupo de festividades que se realizaron en México en el año 2010, para celebrar los 200 años del inicio de la lucha armada por la Independencia de México en 1810.
El 15 y 16 de septiembre de 2010, fueron los días oficiales de los festejos, aunque se llevaron a cabo distintos eventos previos y después a estas fechas. Los festejos se realizaron de forma paralela con los festejos del Centenario de la Revolución Mexicana, que se llevaron a cabo el 20 de noviembre de 2010.

## Independencia de México

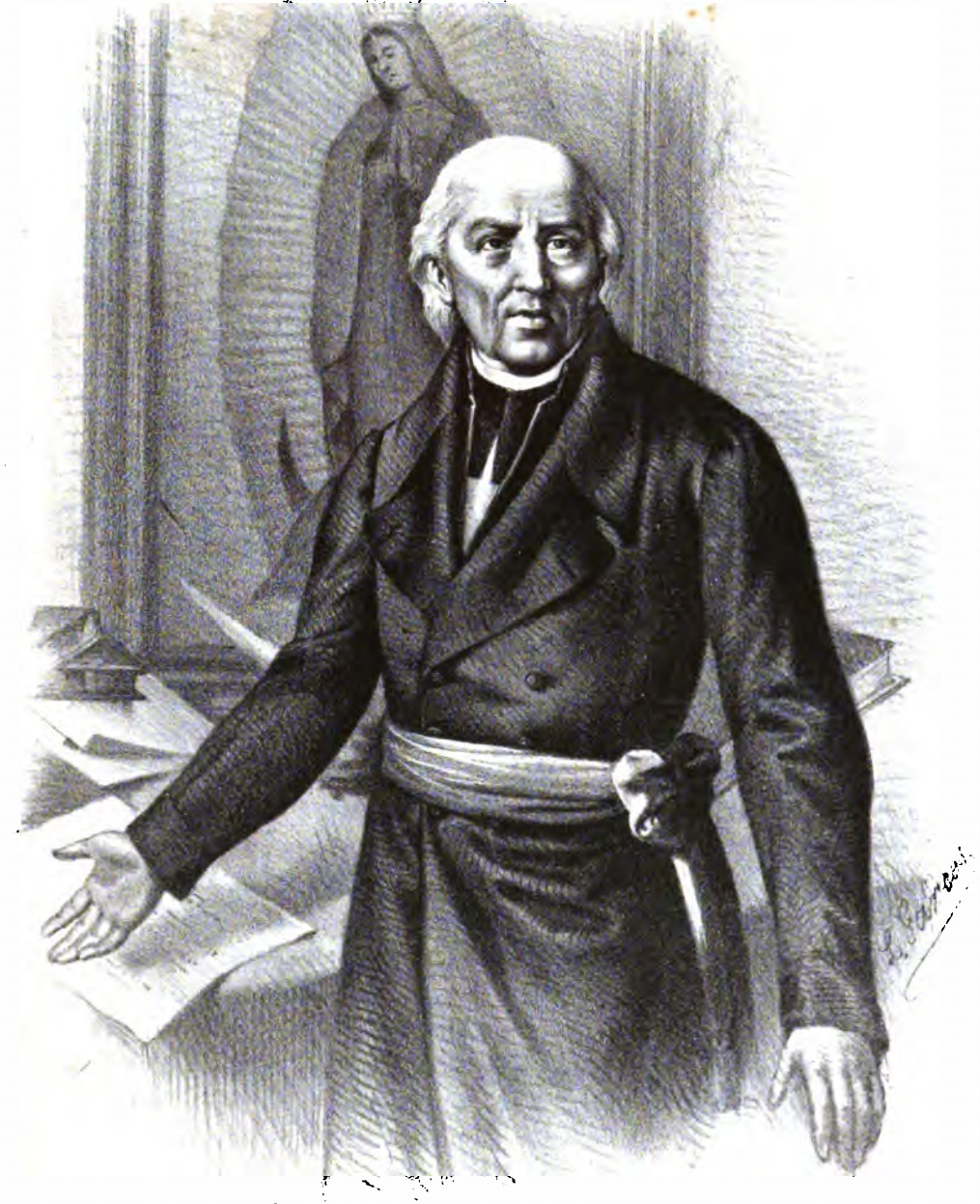
Miguel Hidalgo.

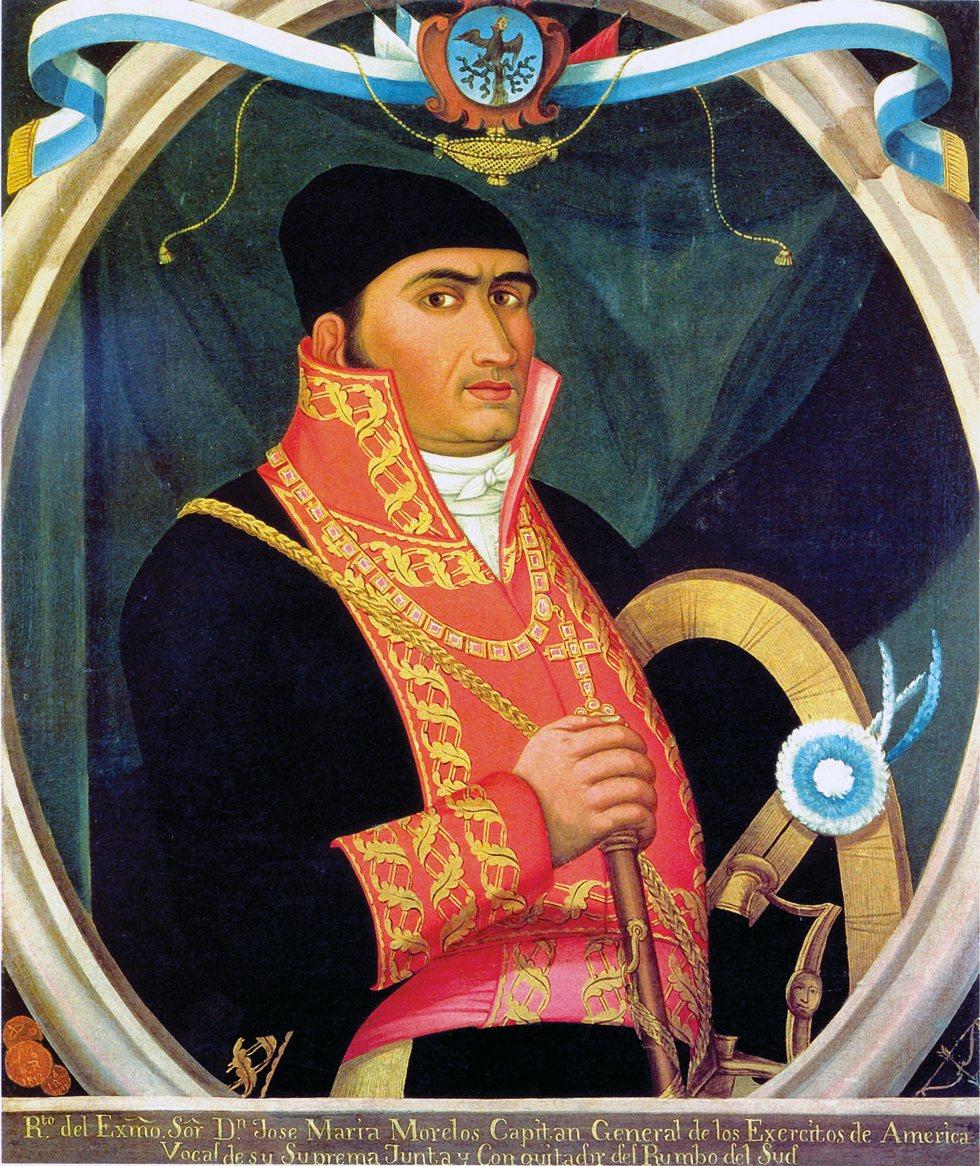
José María Morelos.

La Independencia de México fue la consecuencia de un proceso político y social resuelto por la vía de las armas, que puso fin al dominio español en los territorios de Nueva España. La guerra por la independencia mexicana se extendió desde el Grito de Dolores, el 16 de septiembre de 1810, hasta la entrada del Ejército Trigarante a la Ciudad de México, el 27 de septiembre de 1821.
El movimiento independentista mexicano tiene como marco la Ilustración y las revoluciones liberales de la última parte del siglo XVIII. Por esa época la élite ilustrada comenzaba a reflexionar acerca de las relaciones de España con sus colonias. Los cambios en la estructura social y política derivados de las reformas borbónicas, a los que se sumó una profunda crisis económica en Nueva España, también generaron un malestar entre algunos segmentos de la población.
La ocupación francesa de la metrópoli en 1808 desencadenó en Nueva España una crisis política que desembocó en el movimiento armado. En ese año, el rey Carlos IV y Fernando VII abdicaron sucesivamente en favor de Napoleón Bonaparte, que dejó la corona de España a su hermano José Bonaparte. Como respuesta, el ayuntamiento de México —con apoyo del virrey José de Iturrigaray— reclamó la soberanía en ausencia del rey legítimo; la reacción condujo a un golpe de Estado contra el virrey y llevó a la cárcel a los cabecillas del movimiento.
A pesar de la derrota de los criollos en la Ciudad de México en 1808, en otras ciudades de Nueva España se reunieron pequeños grupos de conjurados que pretendieron seguir los pasos del ayuntamiento de México. Tal fue el caso de la conjura de Valladolid, descubierta en 1809 y cuyos participantes fueron puestos en prisión. En 1810, los conspiradores de Querétaro estuvieron a punto de correr la misma suerte pero, al verse descubiertos, optaron por tomar las armas el 16 de septiembre en compañía de los habitantes indígenas y campesinos del pueblo de Dolores (Guanajuato), convocados por el cura Miguel Hidalgo y Costilla.
A partir de 1810, el movimiento independentista pasó por varias etapas, pues los sucesivos líderes fueron puestos en prisión o ejecutados por las fuerzas leales a España. Al principio se reivindicaba la soberanía de Fernando VII sobre España y sus colonias, pero los líderes asumieron después posturas más radicales, incluyendo cuestiones de orden social como la abolición de la esclavitud. José María Morelos y Pavón convocó a las provincias independentistas a conformar el Congreso de Anáhuac, que dotó al movimiento insurgente de un marco legal propio. Tras la derrota de Morelos, el movimiento se redujo a una guerra de guerrillas. Hacia 1820, sólo quedaban algunos núcleos rebeldes, sobre todo en la sierra Madre del Sur y en Veracruz.
La rehabilitación de la Constitución de Cádiz en 1820 alentó el cambio de postura de las élites novohispanas, que hasta ahí habían respaldado el dominio español. Al ver afectados sus intereses, los criollos monarquistas decidieron apoyar la independencia de Nueva España, para lo cual buscaron aliarse con la resistencia insurgente. Agustín de Iturbide dirigió el brazo militar de los conspiradores, y a principios de 1821 pudo encontrarse con Vicente Guerrero. Ambos proclamaron el Plan de Iguala, que convocó a la unión de todas las facciones insurgentes y contó con el apoyo de la aristocracia y el clero de Nueva España. Finalmente, la independencia de México se consumó el 27 de septiembre de 1821.
Tras esto, Nueva España se convirtió en el Imperio Mexicano, una efímera monarquía católica que dio paso a una república federal en 1823, entre conflictos internos y la separación de América Central.
Después de algunos intentos de reconquista, incluyendo la expedición de Isidro Barradas en 1829, España reconoció la independencia de México en 1836, tras el fallecimiento del monarca Fernando VII.

## Antecedentes del bicentenario

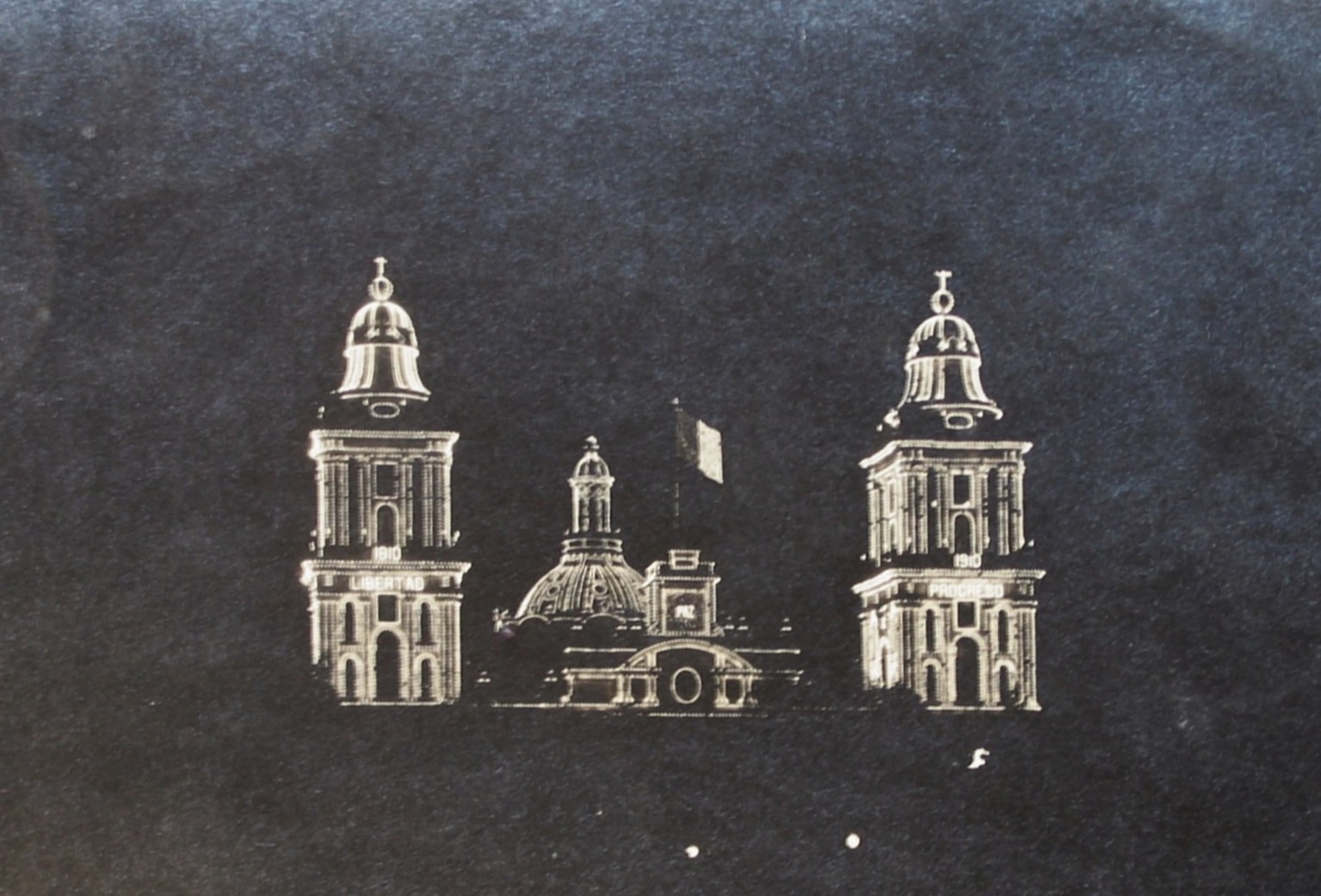
Catedral Metropolitana de la Ciudad de México, adornada para los festejos del centenario.

### Primer centenario
Desde 1903 se empezaron los preparativos y en 1907 fue conformada la Comisión Nacional del Centenario. La Ciudad de México fue el corazón de la fiesta. Por decreto presidencial, cada estado, municipio y localidad debían participar de este gran concierto con la conclusión y entrega de una extensa red de obra pública. Porfirio Díaz ajustó la fecha para que el núcleo de la fiesta fuera el 15 de septiembre de 1910, que coincidía con su cumpleaños 80.
El 15 de septiembre de 1910 a las 9 de la mañana empezó el Gran desfile histórico que representaba las tres épocas de la historia de México: la conquista, la dominación española y la guerra y consumación de la Independencia; por la tarde, espectáculos de juegos pirotécnicos iluminaron las principales plazas del país; a las 23:00 horas se inició la ceremonia oficial en la Plaza de la Constitución, se entonó el Himno Nacional, el presidente dio el Grito e hizo repicar la campana de Dolores.
El 16 de septiembre de 1910, se dio la inauguración de su monumento oficial, el Ángel de la Independencia, obra del arquitecto mexicano Antonio Rivas. A las fiestas a la mayor cantidad posible de representantes especiales extranjeros, además del cuerpo diplomático (de 51 países que entonces se contaban vinieron 32). Asistieron representantes de: España, Francia, Alemania, Estados Unidos, entre otros (Inglaterra no acudió, aunque aceptó la invitación, por el luto de la muerte de Eduardo VII).

### 150 años del Himno Nacional Mexicano
El Himno Nacional es uno de los tres símbolos patrios de México y se hizo oficial en 1943 por decreto del presidente Manuel Ávila Camacho. La composición original del himno consta de diez estrofas y un coro; en su letra se hace referencia a las victorias mexicanas en el calor de la batalla y los llantos derramados por la defensa del territorio nacional, fue escrito en 1853 por el poeta potosino Francisco González Bocanegra y musicalizado por el compositor español Jaime Nunó Roca en 1854. Su estreno fue el 15 de septiembre de 1854.
En el año 2004, el himno celebró 150 años de su estreno, y se celebró cuando todo el país canto el himno a las 12:00 del 15 de septiembre. Para continuar con la celebración del 150 aniversario del Himno Nacional Mexicano, se presentó el disco conmemorativo, con diversas versiones remasterizadas de este tema oficial, en el Museo Nacional de Historia.

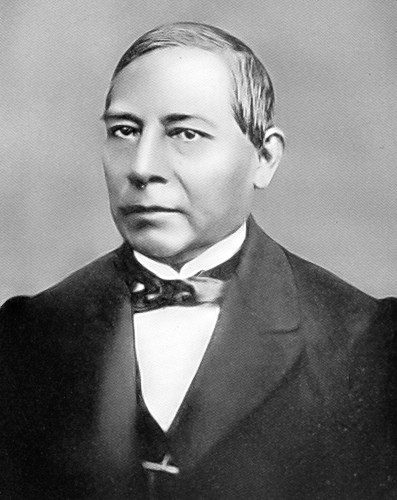
Benito Juárez.

### Bicentenario del natalicio de Benito Juárez
Benito Pablo Juárez García (San Pablo Guelatao, Oaxaca, 21 de marzo de 1806 – Ciudad de México, 18 de julio de 1872) fue un abogado y político mexicano, de origen indígena zapoteca, Presidente de México en varias ocasiones (1858-1872). Se le conoce como el "Benemérito de las Américas". Benito Juárez es célebre por su frase «Entre los individuos, como entre las naciones, el respeto al derecho ajeno es la paz.»
El 21 de marzo de 2006, se conmemoró el Bicentenario del natalicio de Juárez. Por lo que a partir del 1 de enero de 2006 toda la correspondencia oficial del Estado tenía el rubro o al calce la leyenda: «2006, Año del Bicentenario del natalicio del Benemérito de las Américas, Don Benito Juárez García». Y distintas actividades artísticas y culturales que se realizaron.

### 150 años de la Reforma Liberal
El 7 de julio de 1859, en el puerto de Veracruz, el presidente Benito Juárez expidió el paquete legislativo que conocemos como las Leyes de Reforma. En 2009 se cumplió siglo y medio del histórico acontecimiento, mediante el cual se establecieron y fijaron los términos políticos y jurídicos de la relación entre la iglesia y el estado, aniquilando para siempre el orden de cosas que México heredó de su pasado colonial, para dar paso a un nuevo modelo de organización social en la que la libertad sería el principal valor garantizado a todos por el Estado.

## Preparativos de los festejos

### Comisión organizadora de la conmemoración
La comisión es un órgano creado por Vicente Fox para conmemorar el bicentenario y el centenario. Esta comenzó a funcionar el 16 de junio de 2006 y dejó de funcionar el 31 de enero de 2010. Tenía como objetivo coordinar los festejos de ambas conmemoraciones.
El 21 de julio de 2010 la Secretaría de Educación Pública asumió la coordinación para los festejos del bicentenario, también se asumió la vocería de todo lo relacionado con las fiestas y José Manuel Villalpando quedó al frente de la coordinación de la Comisión Organizadora bajo el mandato de la SEP. El Senado de México y la Cámara de Diputados de México contaron con sus propias comisiones especiales para los festejos y en todos los estados se formaron comisiones para festejar ambas conmemoraciones. El 10 de febrero de 2010, se presentó la agenda de oficial para los festejos.

### Reloj con la cuenta regresiva
El 16 de septiembre de 2008, en el zócalo de la Ciudad de México, el presidente Felipe Calderón Hinojosa inauguró el reloj con cuenta regresiva para los festejos del Bicentenario de la Independencia y Centenario de la Revolución Mexicana en 2010. Relojes de cuenta regresiva similares se colocaron en cada capital de los 31 estados. El 16 de septiembre de 2010 se terminó la cuenta del reloj del bicentenario y el 20 de noviembre de 2010 el del centenario.

### Logotipo
El logo utilizado para este motivo es: el del nombre del país (México); en letras blancas, sobre el año del festejo (2010); los números 20 en letras doradas y los números 10 en letras plateadas. Sobre un fondo rojo o verde. El eslogan utilizado es:  200 años orgullosamente mexicanos

### Año 2010
El 16 de junio del año 2006, mediante decreto del Congreso de la Unión, el año 2010 fue declarado como el «Año del Bicentenario del inicio del movimiento de Independencia Nacional y del Centenario del inicio de la Revolución Mexicana», además fue denominado el Año de la Patria por el presidente de México, Felipe Calderón Hinojosa:
«Somos mexicanos, tenemos 200 años de ser libres, tenemos 100 años de haber hecho la Revolución mexicana, que también conmemoramos y éste espero que sea un mejor año para todas y para todos.... Gracias a la lucha de grandes héroes, como Hidalgo, Morelos, Allende, Josefa Ortiz de Domínguez, Guerrero y muchos, muchos otros, hoy somos un pueblo libre e independiente. Somos una Nación soberana, con orgullo de su herencia histórica y capaz de forjar su propio destino..... Celebramos 200 años de ser orgullosamente mexicanos. 2010 es el Año de la Patria, en el que celebraremos el ser mexicanos con espíritu festivo y con ánimo renovado.»
En 2010 a través del servicio postal mexicano, el gobierno federal impulso este programa, para entregar los cientos de miles de banderas y libros. La bandera es 80 centímetros de largo por cuarenta de ancho, misma que es estampada, tiene dobladillo alrededor y cuenta con tiras en la zona verde para amarrarse a un asta. El libro enviado es «Viaje por la historia de México» del autor Luis González y González de los que se repartieron cerca de 27 millones, 1 por cada casa.

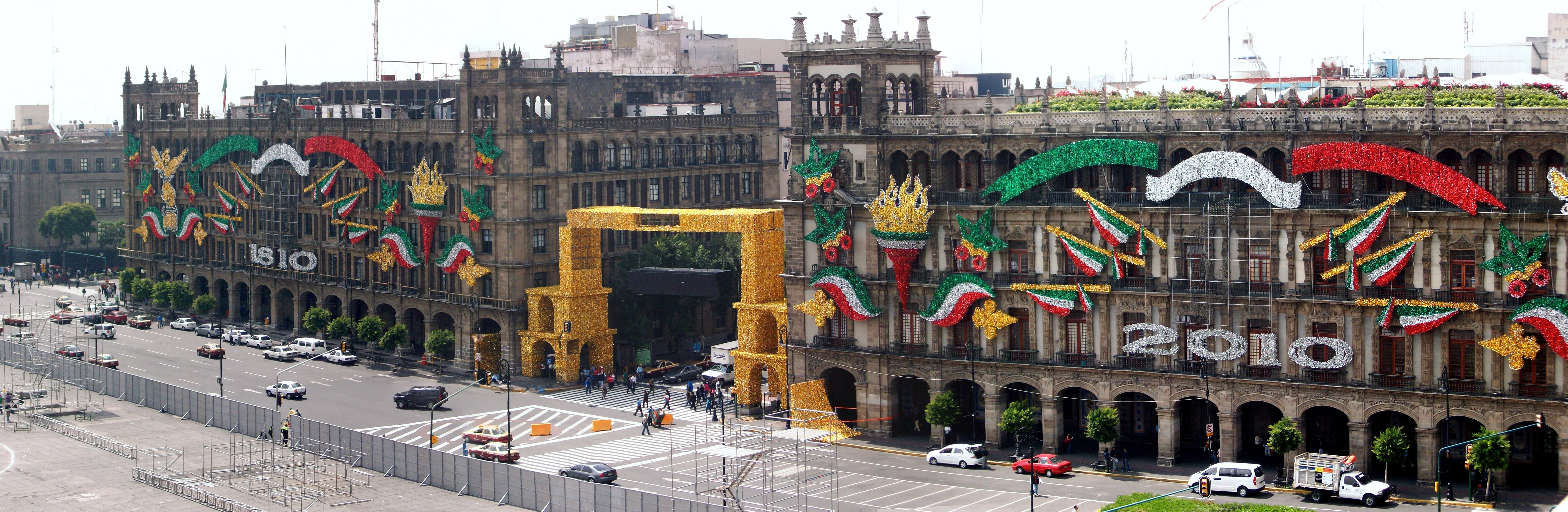
Edificios de gobierno del Distrito Federal en el Zócalo de la Ciudad de México vista desde la azotea del Hotel Majestic. Todos los edificios están siendo preparados para las celebraciones del Bicentenario. Agosto 2010

## Festejos oficiales
Las horas marcadas corresponden al tiempo del centro de México UTC -6.
El 13 de septiembre se recordaron a los denominados Niños Héroes que resultaron muertos en la Batalla de Chapultepec los días 12 y 13 de septiembre de 1847 durante la Guerra México-Estados Unidos; en las ceremonia la banda de Guerra del XV Batallón de Infantería realizó el toque militar silencio y se realizó un espectáculo sobre la historia del Ejército Mexicano.

### 15 de septiembre

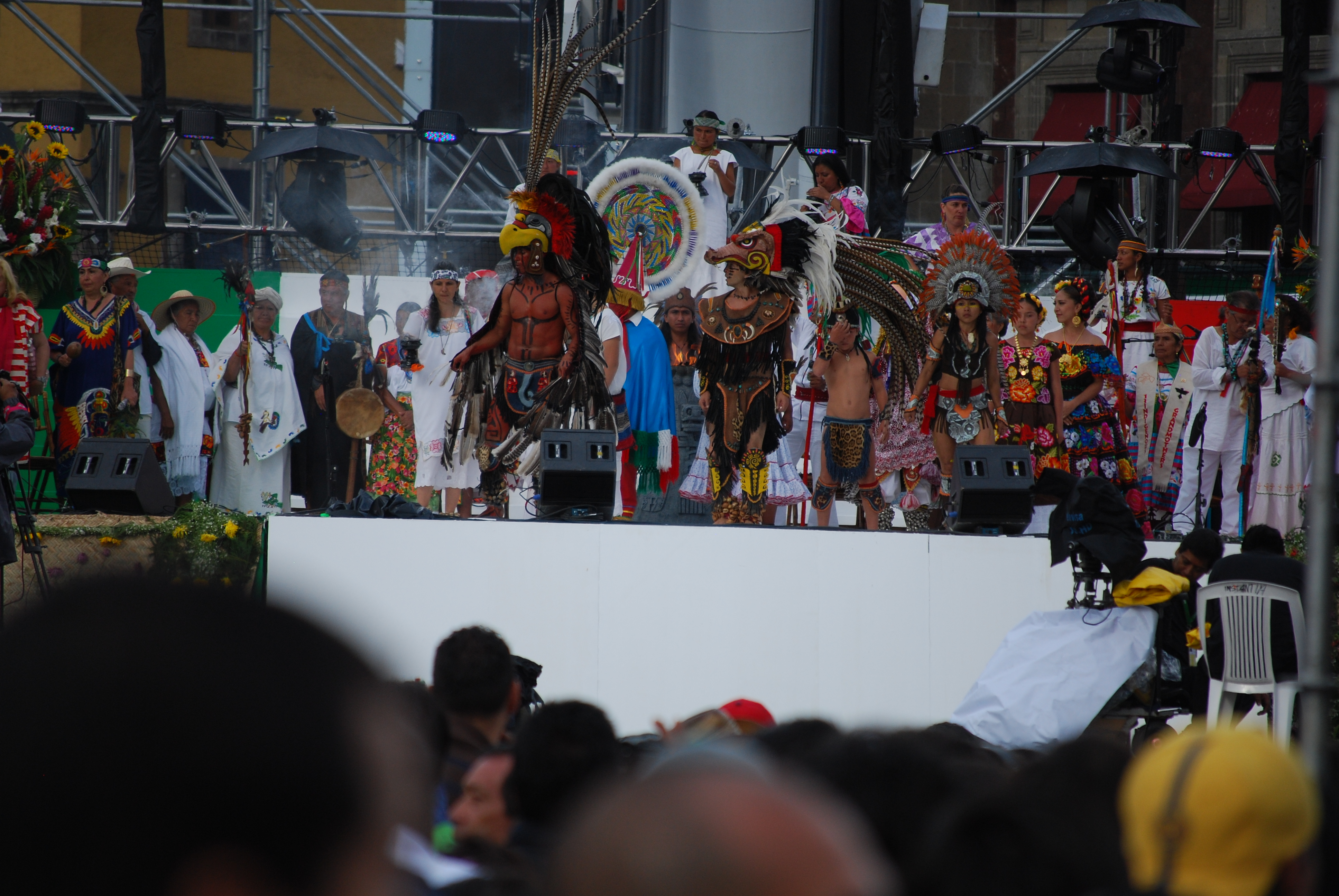
Ceremonia del Fuego Nuevo.

#### Fuego nuevo
Iniciado el festejo oficial cerca de las 16:30 h, se realizó la ceremonia del Fuego Nuevo donde participó un grupo de 26 chamanes procedentes de todo el país, acompañados por un grupo de siete sahumadores, seis músicos y dos adolescentes.
Este es un ritual que fue practicado por todos los pueblos de Mesoamérica y que básicamente celebra el cambio, la renovación, un nuevo principio. Algunos códices vinculan este acto, a los festejos del año nuevo, el momento en que las pléyades alcanzaban el centro del cielo nocturno en la noche que va del 19 al 20 de noviembre.

#### Desfile del bicentenario

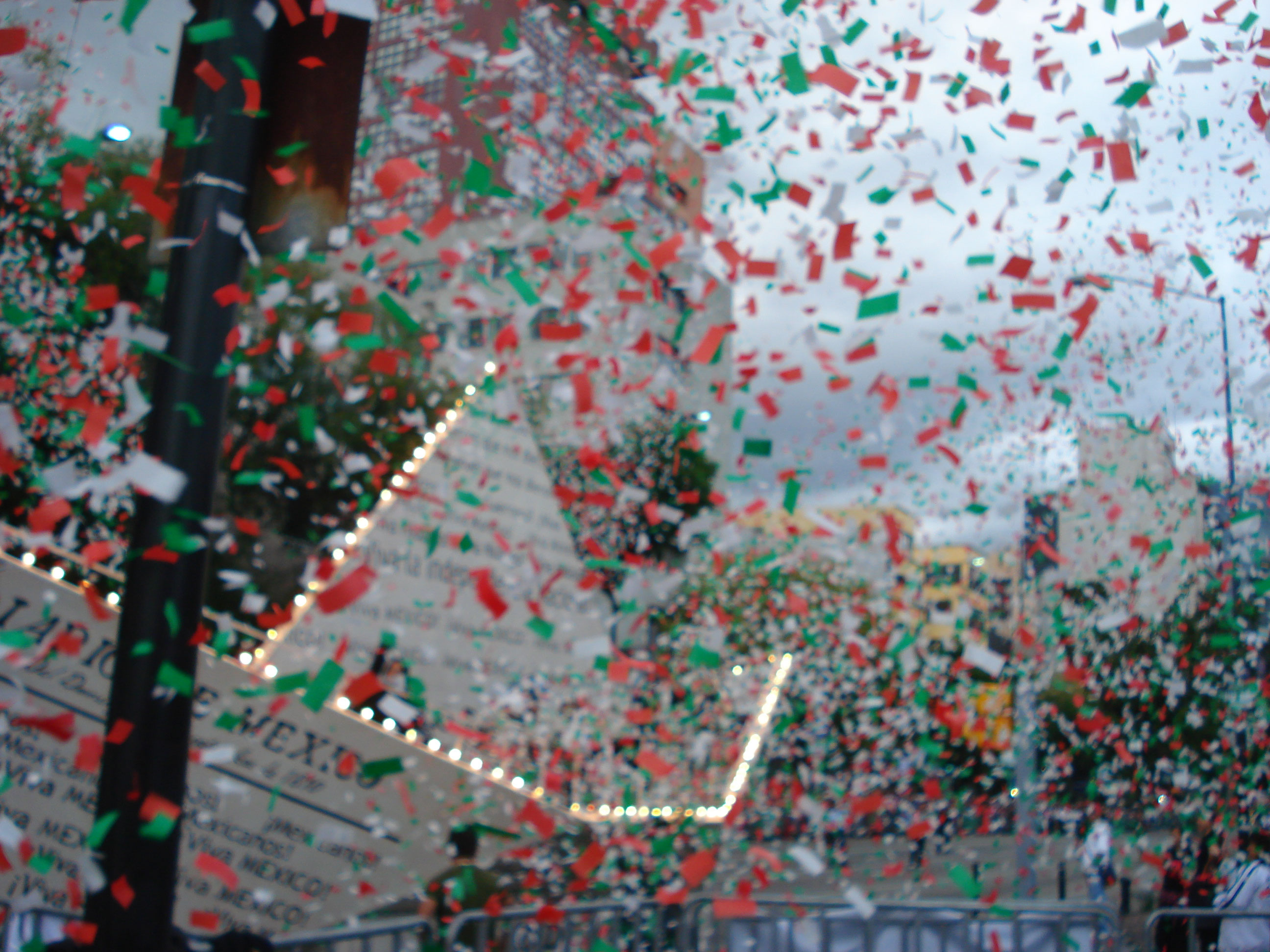
Barco, que formó parte del primer segmento del desfile.

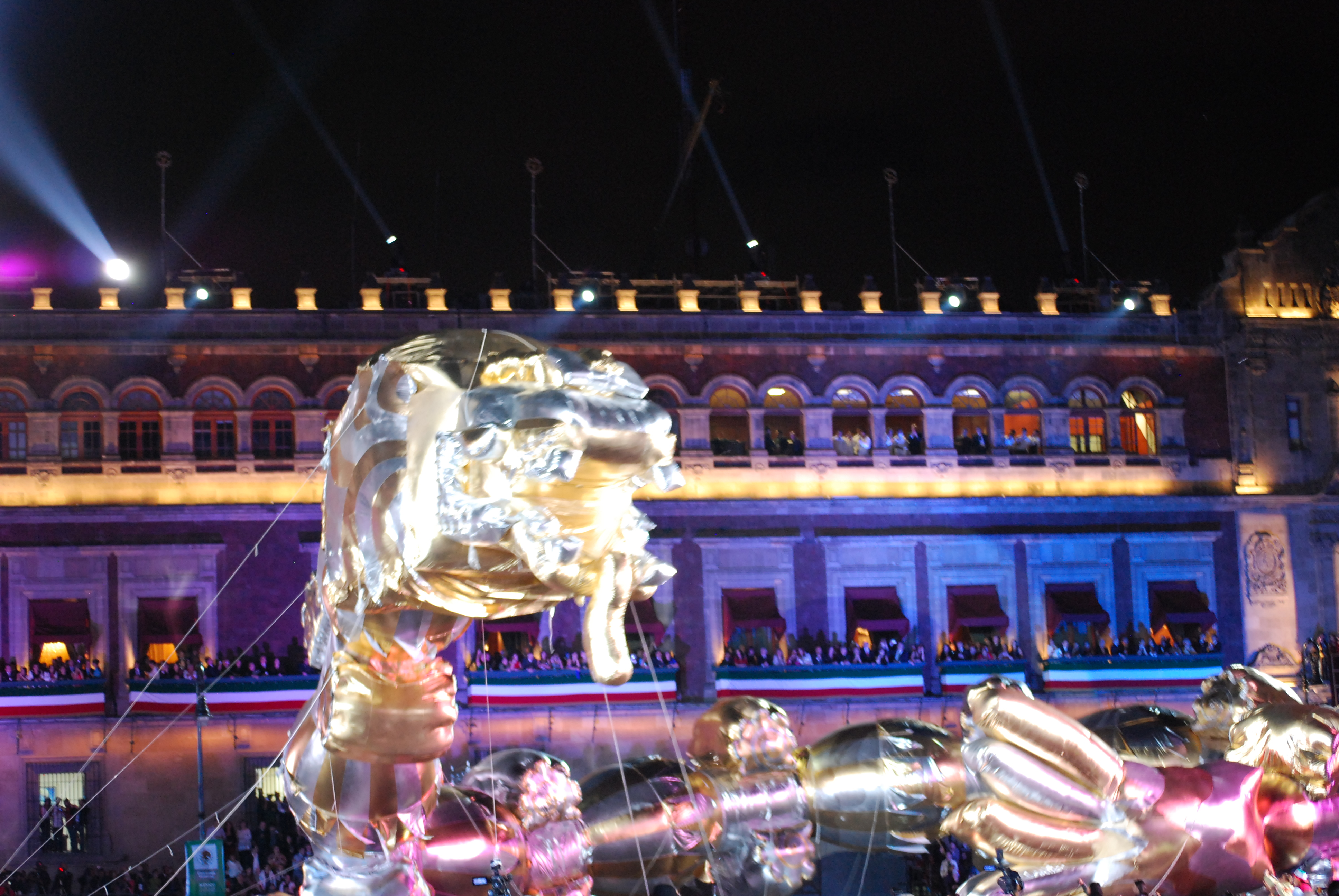
Globo en forma de Kukulkán que formó parte del segmento Héroes y Mitos.

A las 17:30 h comenzaron las transmisiones de televisión a nivel nacional. Cerca de las 17:45 h, inicio el Desfile del Bicentenario que se realizó con cerca de 27 carros alegóricos divididos en 9 segmentos:
1. Independencia: segmento con la conmemoración de la Independencia de México. Contó con un globo aerostático de 6 m de diámetro con el Ángel de la Independencia y con un barco que asemejo ser de periódico.
2. Revolución e Insurgencia: Esta sección del desfile contó con dos marionetas de 4 m cada una, una bola hecha de sombreros y fragmentos de El coloso.
3. Suave Patria: La estructura de esta sección estuvo conformada por ocho segmentos divididos por un grupo de tres lectores, los cuales eran frases extraídas de la Constitución de México.
4. Héroes y Mitos: Contó con un inflable de helio representando al dios maya Kukulkán operado por 40 personas.
5. Colonia y Barroco: Este segmento mostró algunos aspectos del patrimonio cultural, artístico y científico desarrollado en la Nueva España.
6. La Gran Nación Mexicana: En esta sección se mostraron algunas de las tradiciones de diversas regiones de México.
7. Cultura Popular: El futuro es milenario, tema musical compuesto especialmente para este espectáculo fue interpretado en siete diferentes géneros Son, Mambo, Cha-cha-chá, Bolero, Danzón y cumbia, por distintos exponentes de la canción mexicana; Lila Downs, Bianca Marroquín, Neiffe Peña, Daniela Romo, Eugenia León, Heidy Infante y Regina Orozco.
8. Prehispánico: Con el título “La Aventura del Tameme”, el pasado prehispánico de México se recorre en este segmento en ocho etapas: El rito de la encomienda, la cabeza olmeca, Las Guerras Floridas, Los Atlantes de Tula, El Juego de pelota, El Lago de Tenochtitlán, las chinampas y el Templo Mayor.
9. Celebración de Muertos: Este apartado abordó el Día de Muertos.

#### Conciertos

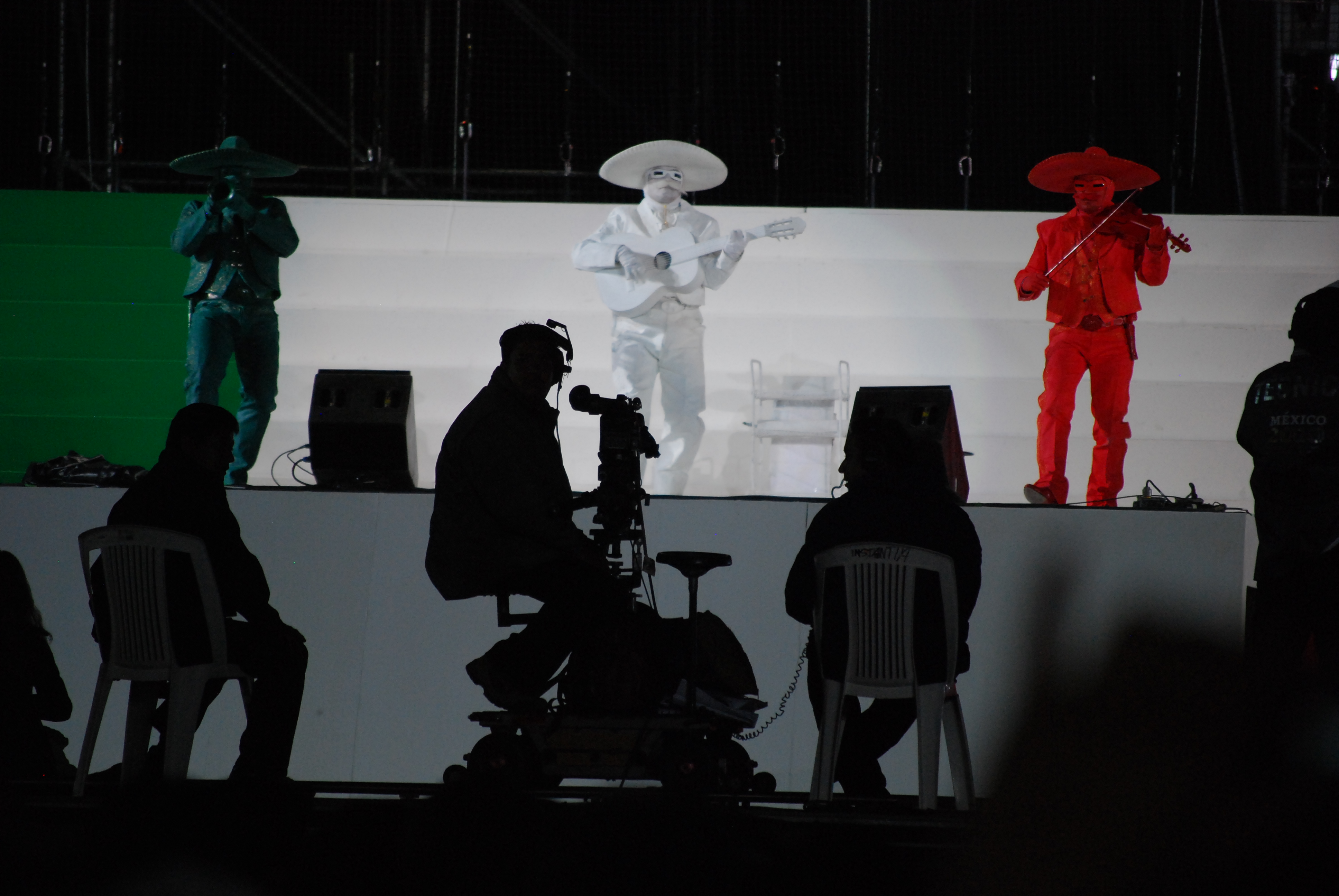
Mariachi Clown tocando en el escenario en el zócalo.

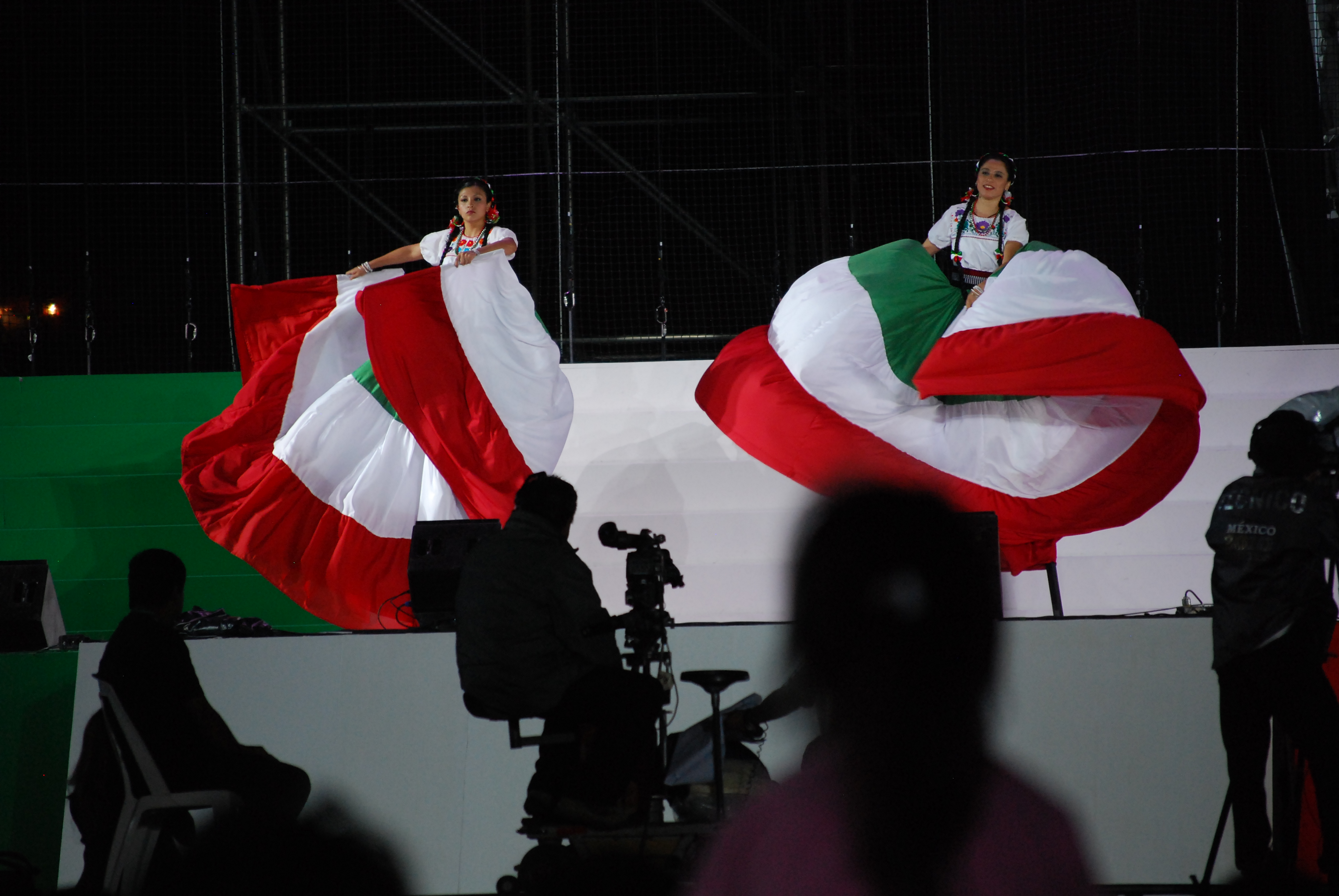
Ballet folklórico en el escenario en el zócalo.

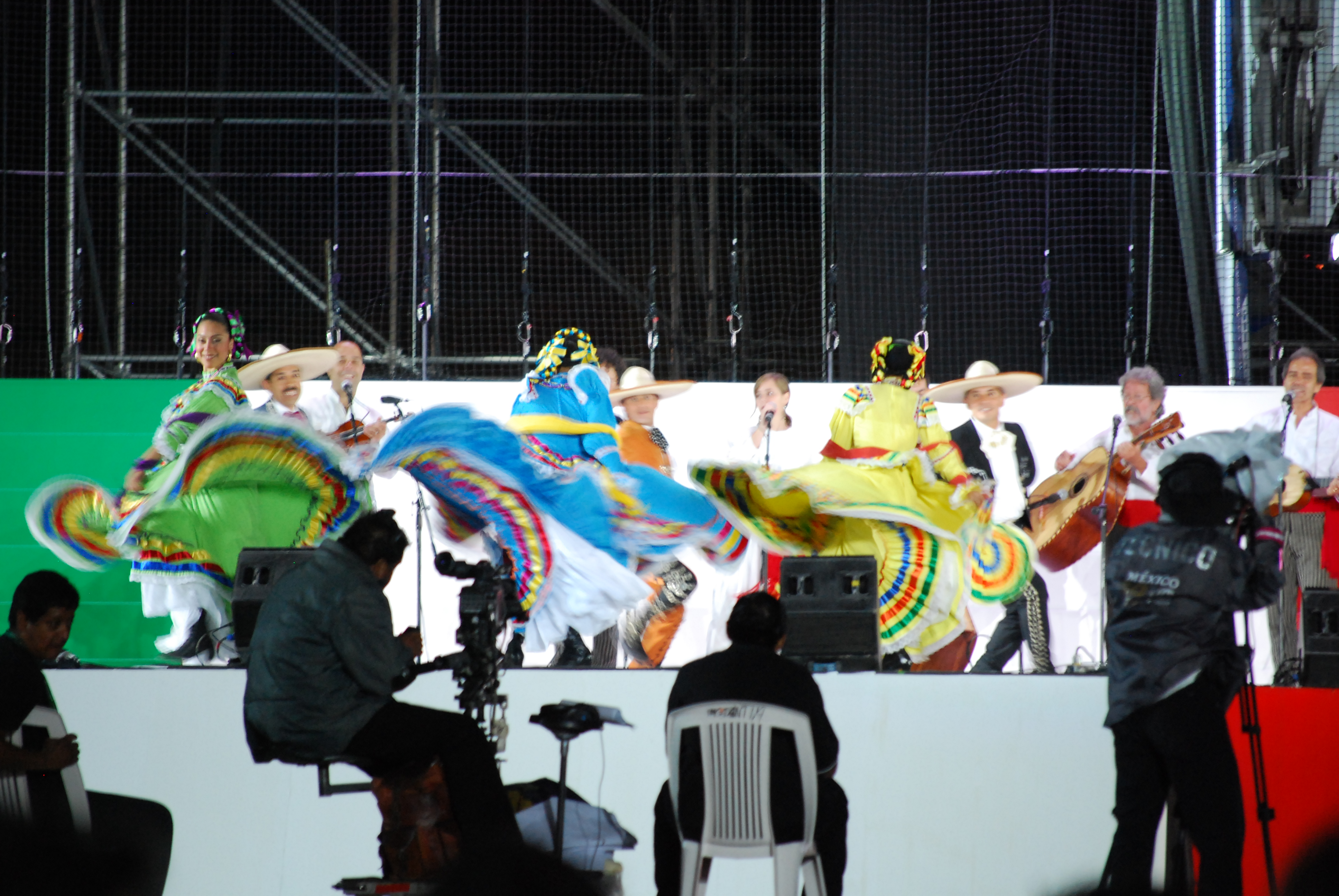
Ballet folklórico en el escenario en el zócalo.

Los espectáculos en el Zócalo iniciaron con la ceremonia del Fuego Nuevo, mientras se desarrollaban el Desfile Bicentenario y los conciertos en Paseo de la Reforma se realizaron unos pequeños espectáculos.
Terminando el Desfile iniciaron los conciertos en los escenarios instalados en Paseo de la Reforma, en los conciertos participaron:
| Hora  | Zócalo | Glorieta del Caballito                                       | Ángel de la Independencia | Monumento a Cuauhtémoc                                       |
| ----- | --- | ------------------------------------------------------------ | --- | ------------------------------------------------------------ |
| 18:30 | Mariachi Charanda | Gustavo Galindo                                              | |                                                              |
| 19:00 | Mariachi Clown |                                                              | |                                                              |
| 19:30 | Mariachi Los Alazanes                                                                                                | Concierto de un DJ                                           | |                                                              |
| 20:00 | Estampa Mexicana |                                                              | Alondra de la Parra y la Orquesta Filarmónica de Las Américas acompañada de Ely Guerra, Lo Blondo (Denise) y Natalia Lafourcade |                                                              |
| 20:30 | Mariachi Los Alazanes                                                                                                |                                                              | | Espinoza Paz                                                 |
| 21:00 | Fiesta Charra y presentación de Ópera Prima donde cinco cantantes de ópera cantaron al público el tema Cielito Lindo | Kinky                                                        | Concierto de un DJ |                                                              |
| 21:30 | | Zoé                                                          | Aleks Syntek, Paulina Rubio, Jaime López, Erik Rubín; Hot Dog, Sandoval y Pambo;                                                | Lila Downs                                                   |
| 22:00 | |                                                              | |                                                              |
| 22:30 | Espectáculos en el Zócalo                                                                                            | Transmisión de los espectáculos en el Zócalo                 | Transmisión de los espectáculos en el Zócalo                                                                                    | Transmisión de los espectáculos en el Zócalo                 |
| 23:00 | Grito de Independencia y fuegos pirotécnicos                                                                         | Transmisión del Grito de Independencia y fuegos pirotécnicos | Transmisión del Grito de Independencia y fuegos pirotécnicos                                                                    | Transmisión del Grito de Independencia y fuegos pirotécnicos |
| 23:30 | Armando Manzanero | Maldita Vecindad                                             | Los Tigres del Norte | Eugenia León                                                 |
| 01:00 | | Instituto Mexicano del Sonido                                | |                                                              |

1. ↑  Los Horarios corresponden a los marcados en el Programa Oficial de los Festejos

#### Espectáculos en el zócalo
Cerca de las 22:00 h arribo el Desfile del Bicentenario al Zócalo, y cerca de las 22:30 h se realizó la presentación de la coreografía masiva “México Unido”, El Árbol de la Vida, El Coloso, Vuela México y el Concierto de Flamas en el Zócalo.
- México Unido, coreografía masiva con los espectadores del zócalo, a partir de la canción oficial del Bicentenario.[26]
- Árbol de la Vida número de tipo circense inspirado en el arte de Pedro Friedeberg, con la participación de 27 acróbatas y Diego Tenorio. Contó con la dirección escénica, diseño de escenografía y vestuario de Sergio Villegas y coreografía de Andrea Peláez.[26]
- El Coloso: representa a un insurgente que luchó por los principios de la independencia, la figura que mide cerca de 20 metros creación del escultor Juan Carlos Canfield, pesa alrededor de siete toneladas y media; alcanza un volumen de 216 metros cúbicos y un área total de 654 metros cuadrados. El segmento fue dirigido por Jorge Vargas.[26]
- Vuela México: coreografía aérea realizada en una red, participaron 24 personas. Este espectáculo fue dirigido por Alejandra González Anaya.[26]
- El Concierto de Flamas fue una serie de fuegos pirotécnicos en el Palacio Nacional.

#### Grito de independencia
Alrededor de las 23:00 se llevó a cabo el tradicional Grito de Independencia, por parte del presidente Felipe Calderón Hinojosa:

Mexicanos:
"«¡Vivan los héroes que nos dieron patria! ¡Viva Hidalgo! ¡Viva Morelos! ¡Viva Josefa Ortiz de Domínguez! ¡Viva Allende! ¡Vivan Aldama y Matamoros! ¡Viva la Independencia nacional! ¡Viva el Bicentenario de la Independencia! ¡Viva el Centenario de la Revolución! ¡Viva México! ¡Viva México! ¡Viva México!"».

Acto seguido de fuegos pirotécnicos en el Zócalo y Paseo de la Reforma y un juego de luces en la Catedral Metropolitana de la Ciudad de México.

### 16 de septiembre

#### Grito de independencia en Dolores Hidalgo

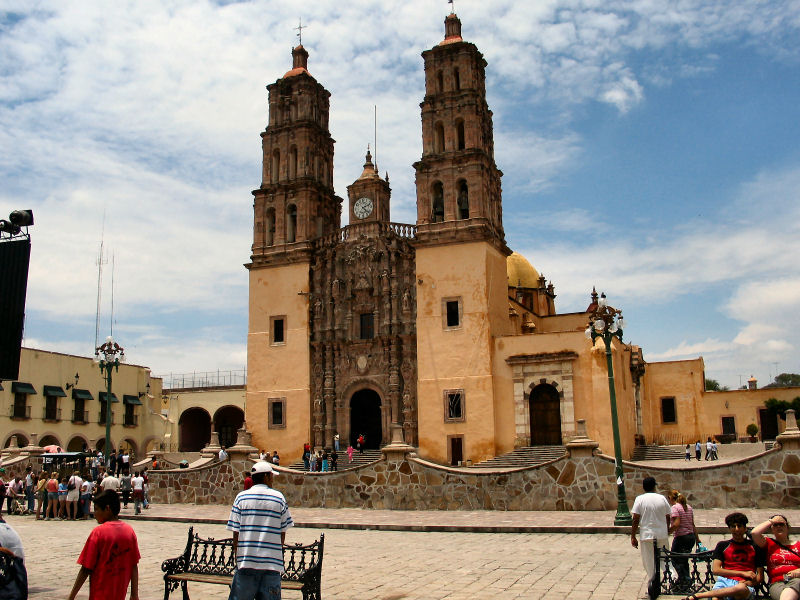
Dolores Hidalgo, donde el 16 de septiembre de 1810 se inició la Independencia de México.

El 16 de septiembre Felipe Calderón Hinojosa encabezó el grito, tal y como lo hiciera en 1810 Miguel Hidalgo en el Pueblo de Dolores Hidalgo y visitó el Museo Casa de Miguel Hidalgo. En el acto primero leyó las palabras que pronunció el Hidalgo la mañana del 16 de septiembre de 1810:

«"Mis amigos y compatriotas no existen ya para nosotros ni el rey ni los tributos, esta tarea vergonzosa que sólo conviene a los esclavos la hemos sobrellevado hace tres siglos como signo de tiranía y de servidumbre, terrible mancha que sabremos lavar con nuestros esfuerzos. Llegó el momento de nuestra emancipación. Ha sonado la hora de nuestra libertad y si conocéis su gran valor me ayudareis a defenderla de la garra ambiciosa de los tiranos. Pocas horas le faltan para que me veáis  marchar al a cabeza de los hombres que se precian de ser libres. Los invito a cumplir este deber de suerte que sin patria ni libertad estaremos siempre a mucha distancia de la verdadera libertad. Preciso ha sido dar el paso que ya sabéis y comenzar por algo que ha suido necesario, la causa es alta Dios la protegerá. Los negocios se atropellan, por lo mismo la satisfacción de hablar más tiempo ante vosotros. Viva pues la Virgen de Guadalupe, viva la América por la cual vamos a combatir".»

Mexicanos:
«"¡Vivan los héroes que nos dieron patria y libertad! ¡Viva Hidalgo! ¡Viva Morelos¡ ¡Viva Allende! ¡Viva Josefa Ortiz de Domínguez! ¡Vivan Aldama, Bravo y Matamoros! ¡Vivan Abasolo, Galeana y Jiménez! ¡Vivan Moreno, Mina y Rosales! ¡Vivan Vicente Guerrero, Leona Vicario y Guadalupe Victoria! ¡Vivan todos los héroes de la Independencia! ¡Viva la Independencia nacional! ¡Viva el Bicentenario de la Independencia! ¡Viva el centenario de la Revolución! ¡Viva México! ¡Viva México! ¡Viva México!"».

#### Ceremonia del Ángel de la Independencia
Luego de encabezar el Grito de Independencia en Dolores Hidalgo, Felipe Calderón Hinojosa se trasladó a la Ciudad de México, donde en el Ángel de la Independencia, se realizó un discurso conmemorativo. El presidente fue precedido por los discursos del senador Manlio Fabio Beltrones, del diputado Jorge Carlos Ramírez Marín, y del ministro Guillermo Ortiz Mayagoitia, presidente de la Suprema Corte de Justicia de la Nación. Cabe señalar que este monumento cumplió 100 años.

#### Desfile militar

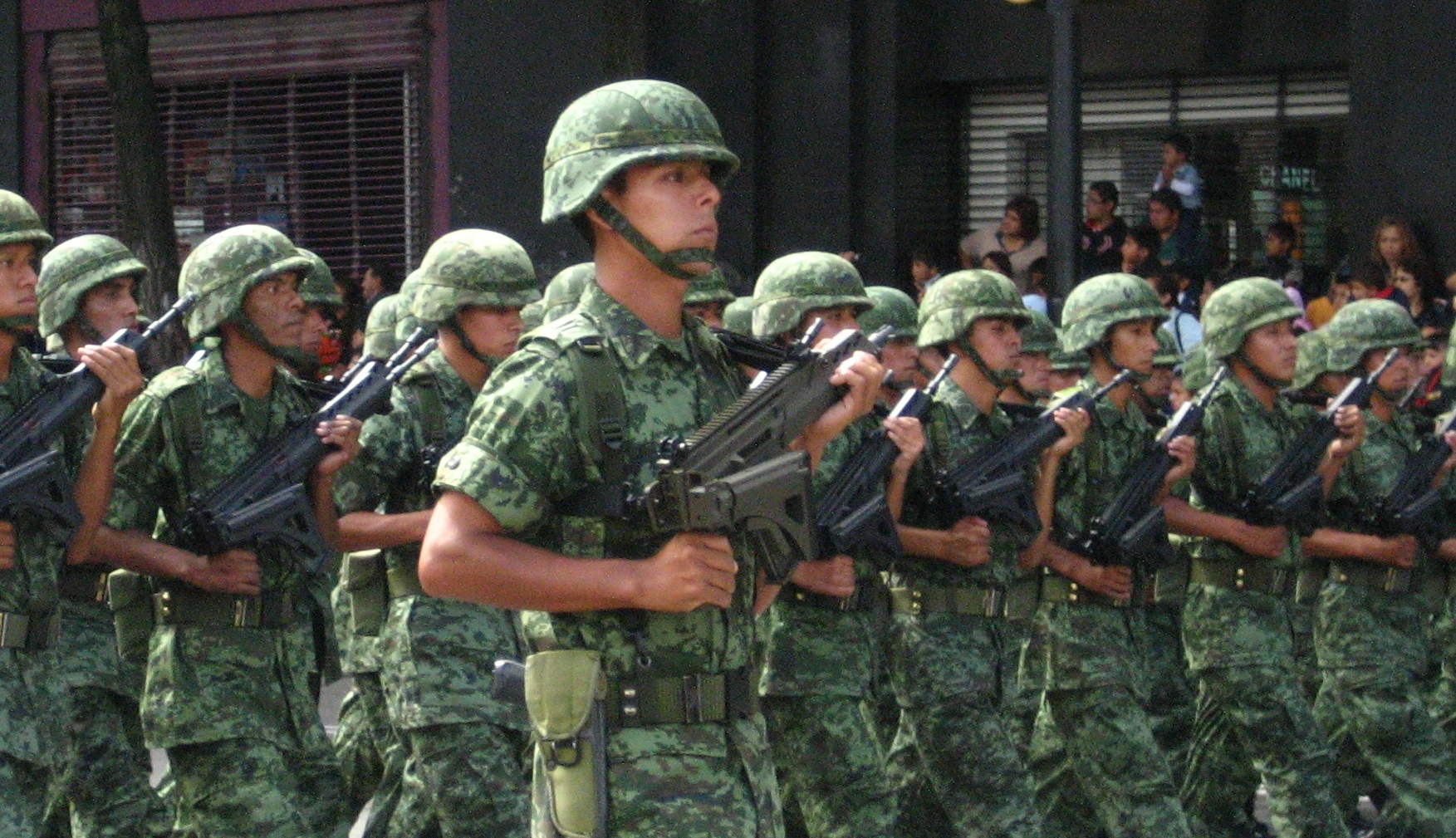
Ejército Mexicano.

En el inicio del desfile se rindieron los honores a la bandera y llegaron 27 los paracaidistas, 12 de la Armada y 15 del Ejército, e inmediatamente después, los contingentes conformaron la columna del desfile.
En el desfile participaron 20 294 elementos, entre integrantes del Ejército Mexicano (12 970), de la Marina de México (4894), de la Policía Federal (1125), de 17 ejércitos extranjeros (784) y de las asociaciones charras (521), duró por espacio de dos horas y cuarenta minutos. Dentro del espectáculo también había 47 agrupaciones vestidas con ropajes y armas antiguas representando diferentes etapas de la historia de México.
Desfilaron un total de 176 banderas y estandartes; 242 vehículos y 326 caballos; así como sobrevuelos de 121 aeronaves de la Fuerza Aérea Mexicana. El agrupamiento motorizado hizo su aparición con 680 elementos y 92 de caballería, 207 efectivos y 59 vehículos del agrupamiento blindado, así como 499 elementos y 63 vehículos de artillería. Junto a militares mexicano desfilaron delegaciones de los ejércitos, de:
| - Alemania - Argentina - Brasil - Canadá - Chile | - República Popular China - Colombia - El Salvador - España | - Estados Unidos - Francia - Guatemala - Honduras | - Nicaragua - Perú - Rusia - Venezuela |

## Festejos en otros puntos de México

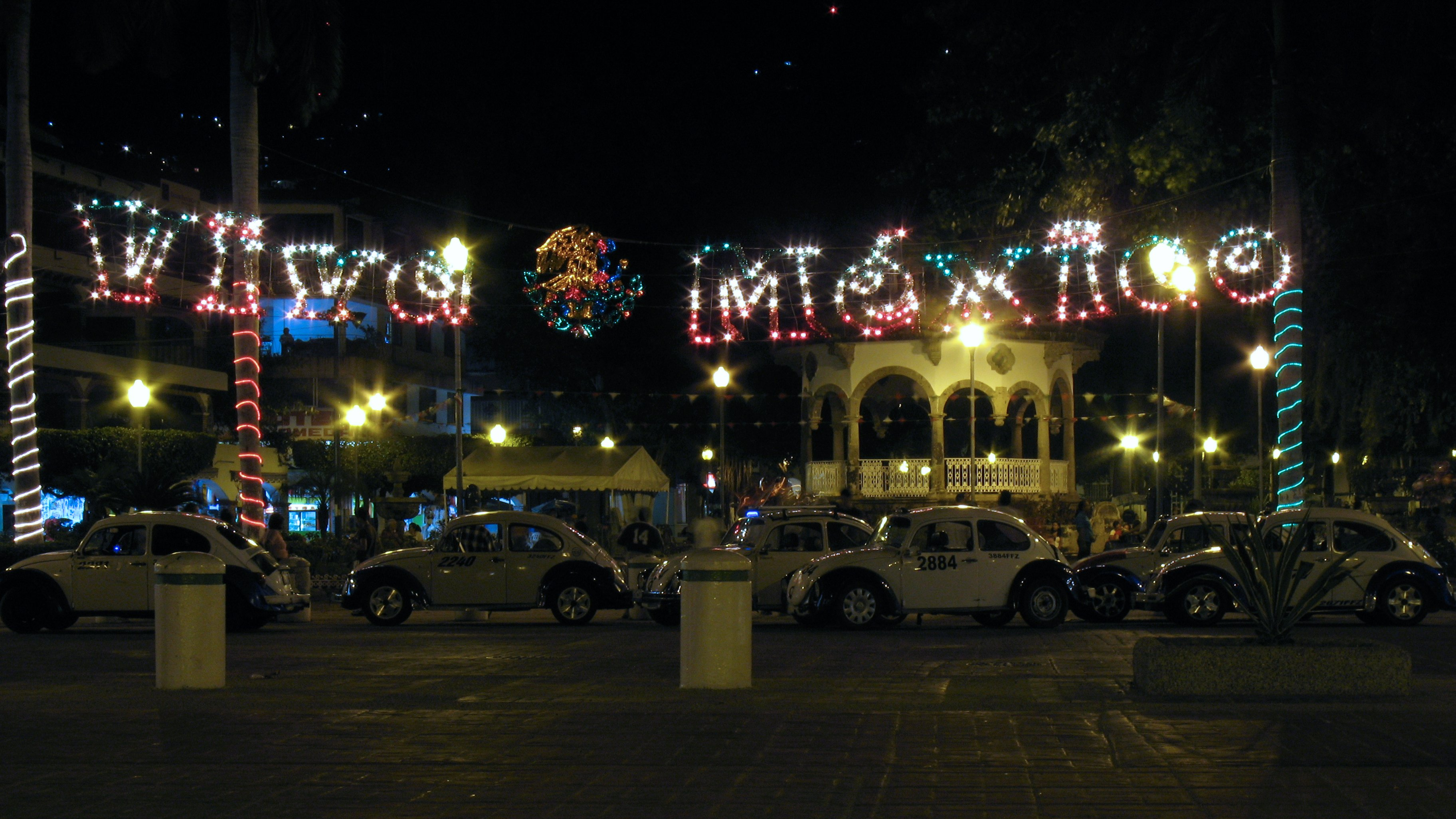
Plaza Álvarez, Acapulco, decorada para los festejos de 2010.

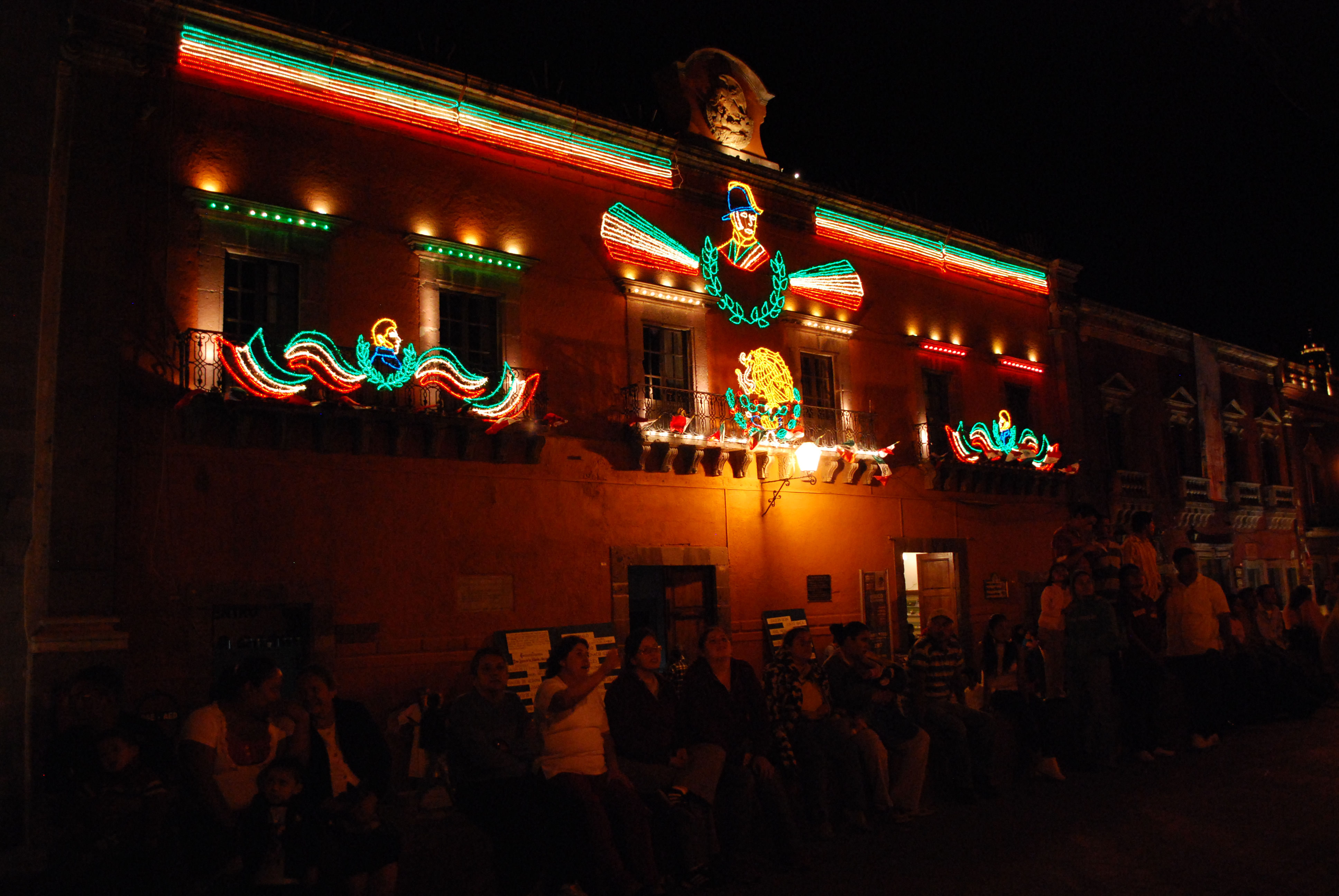
Palacio municipal de San Miguel de Allende, decorado para los festejos de 2010.

Los Festejos Principales se realizaron en México, D. F. por ser la capital del país, los 31 estados de la República Mexicana también realizaron distintos festejos, algunos en conjunto con el gobierno federal como la Ruta 2010, los espectáculos Orgullosamente Mexicanos y el Fuego del Bicentenario que incluyen a varios estados en sus giras y recorridos, o la Expo Bicentenario México 2010 que se realizó en el estado de Guanajuato.
En la Ciudad de México se edificó el Parque Bicentenario inaugurado en noviembre de 2010 , el cual cuenta con 55 hectáreas, donde antes se encontraba la Refinería 18 de Marzo en Azcapotzalco. Y la Estela de luz proyecto, emblemático de conmemoración en el Paseo de la Reforma.

### 15 de septiembre

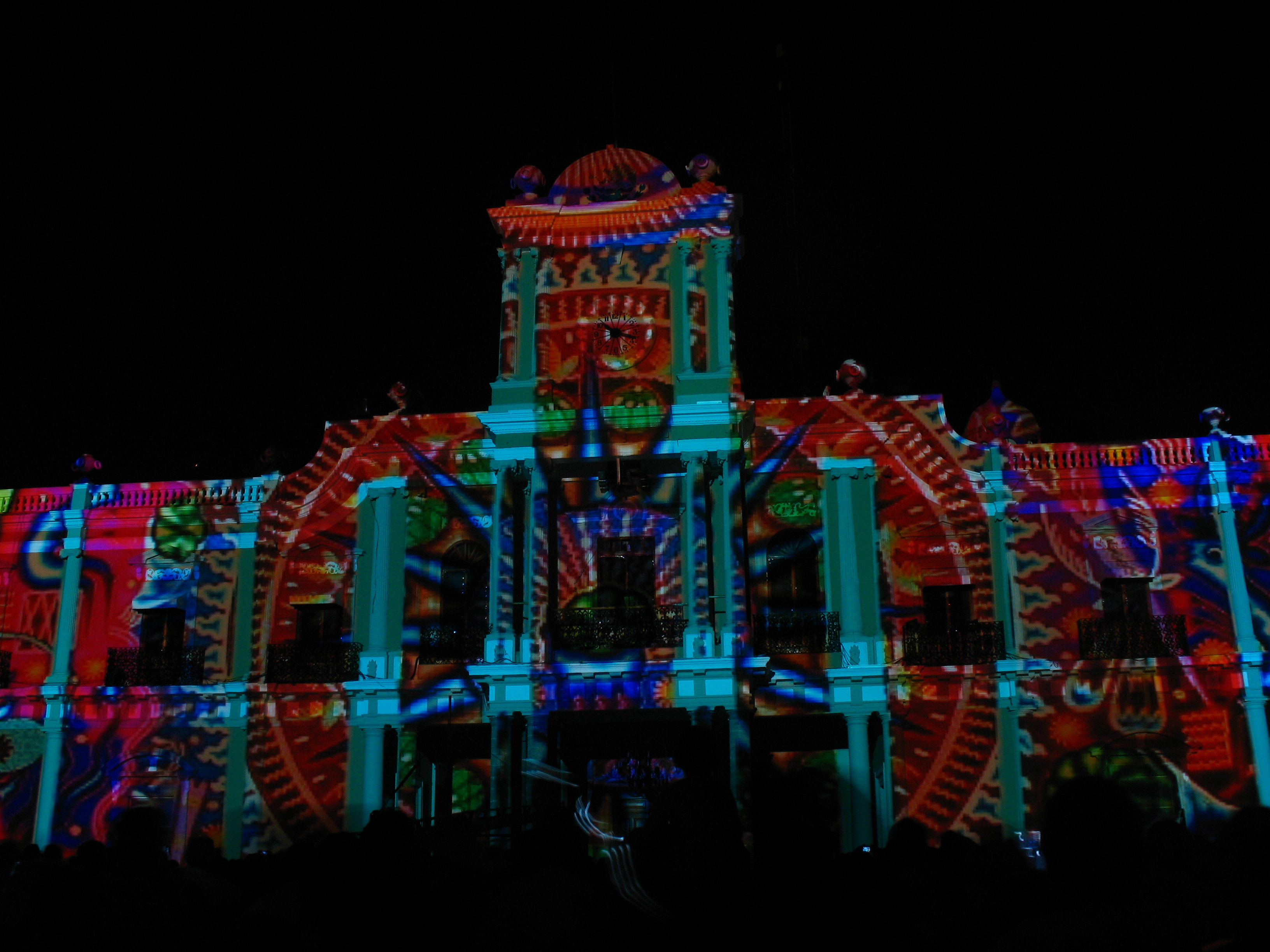
Espectáculo de luces en Tepic, el 15 de septiembre de 2010.

El 15 de septiembre se realizó la ceremonia del Grito de Independencia en las distintas ciudades. En México, D. F. las Delegaciones Benito Juárez, Miguel Hidalgo, Gustavo A. Madero y la Venustiano Carranza organizaron verbenas populares así como el grito de independencia.
En la ciudad de Santiago de Querétaro los festejos del se llevaron a cabo en la Plaza de Armas, donde el gobernador del Estado encabezó el Grito de Independencia, y hubo verbena popular con fuegos artificiales.
En Mexicali se realizó una verbena popular y una muestra gastronómica CANIRAC 2010, y se contó con la presentación de Yuridia; en San Francisco de Campeche se realizó una ofrenda floral y Guardia de Honor para conmemorar el XCVIII Aniversario Luctuoso de Justo Sierra Méndez, se realizó un homenaje a la memoria de Francisco González Bocanegra, Jaime Nunó, y la Anexión de Chiapas a la República y distintos espectáculos y ceremonias; En Pachuca de Soto se realizó una ceremonia por el centenario del Reloj Monumental, así como de distintos espectáculos y la ceremonia del grito.
En Tijuana las tradicionales Fiestas Patrias tuvieron lugar en el parque Teniente Guerrero, el presidente municipal Jorge Ramos inició en comunión con los demás estados de la República con el tradicional Grito de la Independencia, en el antiguo Palacio Municipal, para trasladarse posteriormente con la misma intención a las canchas deportivas de la subdelegación Mariano Matamoros; en Saltillo el gobernador de Coahuila, Humberto Moreira, encabezó la ceremonia del grito donde después se presentó Joan Sebastián.
Otras ciudades que organizaron ceremonias fueron, Monterrey, Guadalajara, Chilpancingo, Guanajuato, Victoria de Durango, Gómez Palacio, Colima, Ixtlahuacán, Manzanillo, Tuxtla Gutiérrez, Chihuahua, Ensenada, Mexicali, La Paz, etc.

### 16 de septiembre

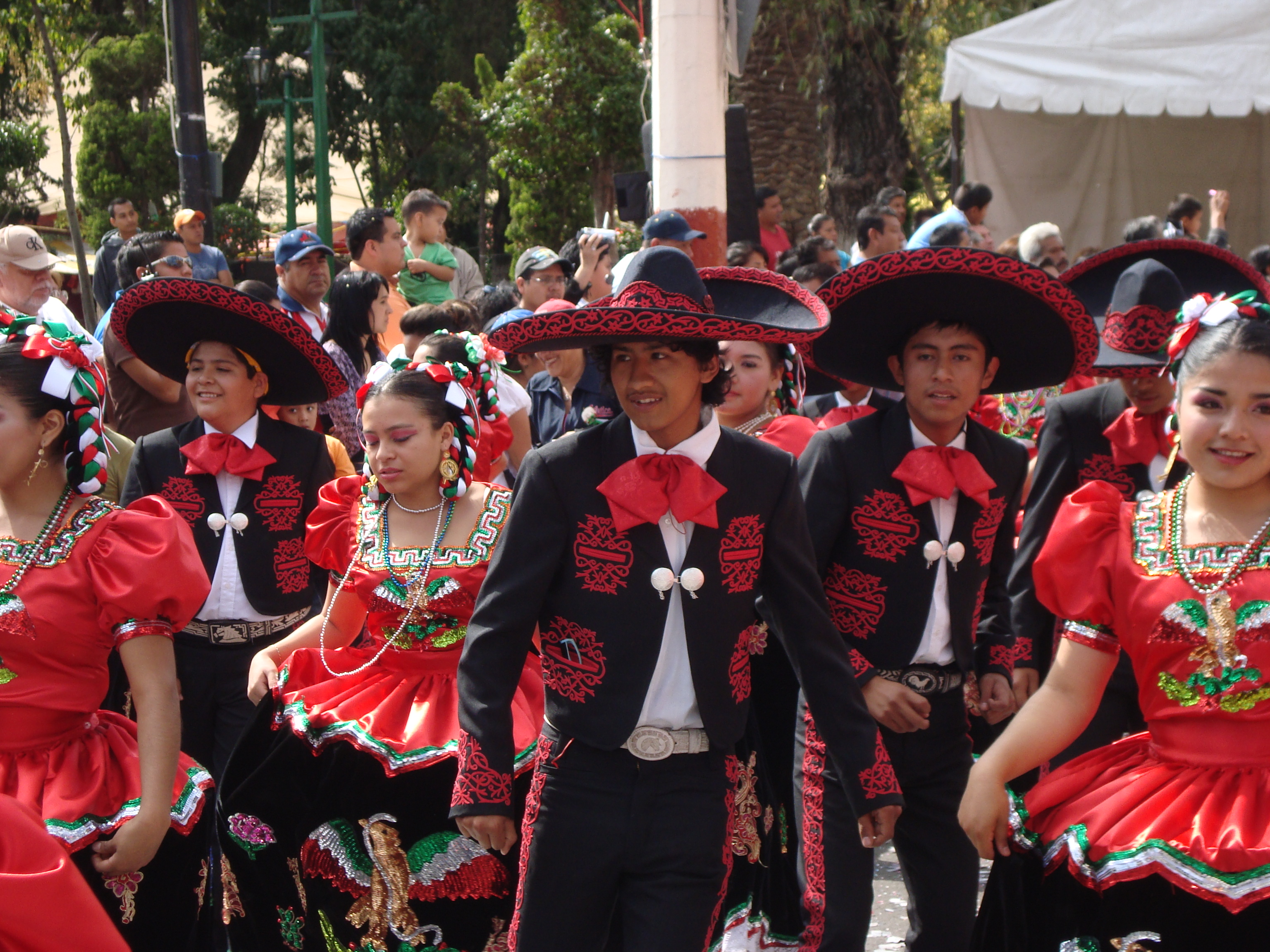
Desfile del bicentenario en Tláhuac, el 16 de septiembre de 2010.

El 16 de septiembre, los desfiles conmemorativos al Bicentenario se desarrollaron en las diversas ciudades: en Guadalajara, bajo el resguardo de 1200 policías se celebró el desfile cívico-militar; en Hermosillo, Sonora, la parada cívico-militar fue encabezado por el gobernador Guillermo Padrés Elías y diversas autoridades; en Toluca un total de 4628 elementos intervinieron en la parada cívico-militar, que encabezó el gobernador Enrique Peña Nieto.
En Tepic se desarrolló en la avenida México frente al Palacio de Gobierno de Nayarit; en Zacatecas, fue encabezado por el gobernador, Miguel Alonso Reyes; en Acapulco se registraron protestas ciudadanas y saldo blanco tras el desfile conmemorativo, presidido por el alcalde José Luis Ávila Sánchez, y algunos ediles de la comuna porteña; en Saltillo, Coahuila, más de 4500 personas de 28 instituciones educativas, así como elementos de la VI Zona Militar, organismos de Seguridad Pública y participantes de Nuestra Belleza México 2010, desfilaron en esta ciudad.
En Campeche, al pasar la amenaza de la huracán Karl, contingentes de la XXXIII Zona Militar y de la Séptima Zona Naval Militar, participaron en el desfile conmemorativo del inicio de la lucha independentista; en Tijuana, Baja California, alrededor de 4000 personas en 51 contingentes distintos, participaron en el desfile cívico-militar; en Mexicali, dos paracaidistas de la organización “Tech Jumpers” participaron en el desfile cívico-militar.
Otras ciudades que organizaron desfiles fueron Pachuca de Soto, Victoria de Durango, Tuxtla Gutiérrez, Chilpancingo, Naucalpan, Ecatepec, Huixquilucan, Tlalnepantla de Baz, San Luis Río Colorado, San Pedro Cholula, etc.

## Ruta 2010

Ruta de la campaña militar de Miguel Hidalgo (Ruta de la Libertad).

Ruta de la campaña militar de José María Morelos y Pavón (Ruta Sentimientos de la Nación).

La Ruta 2010 es parte del programa de festejos del Instituto Nacional de Antropología e Historia, de la Secretaría de Comunicaciones y Transportes y de la Secretaría de Turismo, este proceso se realizó en varias etapas del 2010.
Se trata de las distintas rutas de campaña militares que siguieron los distintos grupos insurgentes durante la guerra de independencia.

### Ruta de la Libertad
Esta ruta —inaugurada por el presidente Adolfo López Mateos en 1960 para conmemorar el sesquicentenario del inicio de la Independencia— comprende el camino que siguió Miguel Hidalgo y Costilla desde la Dolores Hidalgo a Chihuahua.

### Ruta Sentimientos de la Nación
Esta ruta comprende la campaña militar dirigida por José María Morelos y Pavón y sus subordinados en los estados de Michoacán, Guerrero, Oaxaca, Morelos, México, Puebla, Veracruz y Chiapas. La concepción de esta ruta responde a la estrategia militar de Morelos de dividir su ejército en varias secciones comandadas por personajes como Mariano Matamoros, los hermanos Galeana, la familia Bravo, Guadalupe Victoria, Vicente Guerrero, Manuel Mier y Terán, entre otros, y seguir el modelo de guerra total en el centro y sur del país. Se incluye también la ruta seguida por Xavier Mina en virtud de que, aunque su actuación es posterior a la muerte de Morelos, militarmente estuvo sujeto a la autoridad creada por el.

### Ruta Trigarante
Esta ruta define el camino seguido por Agustín de Iturbide para la consumación de la Independencia, de Iguala a la Ciudad de México, en 1821.

## Espectáculos

### Orgullosamente Mexicanos

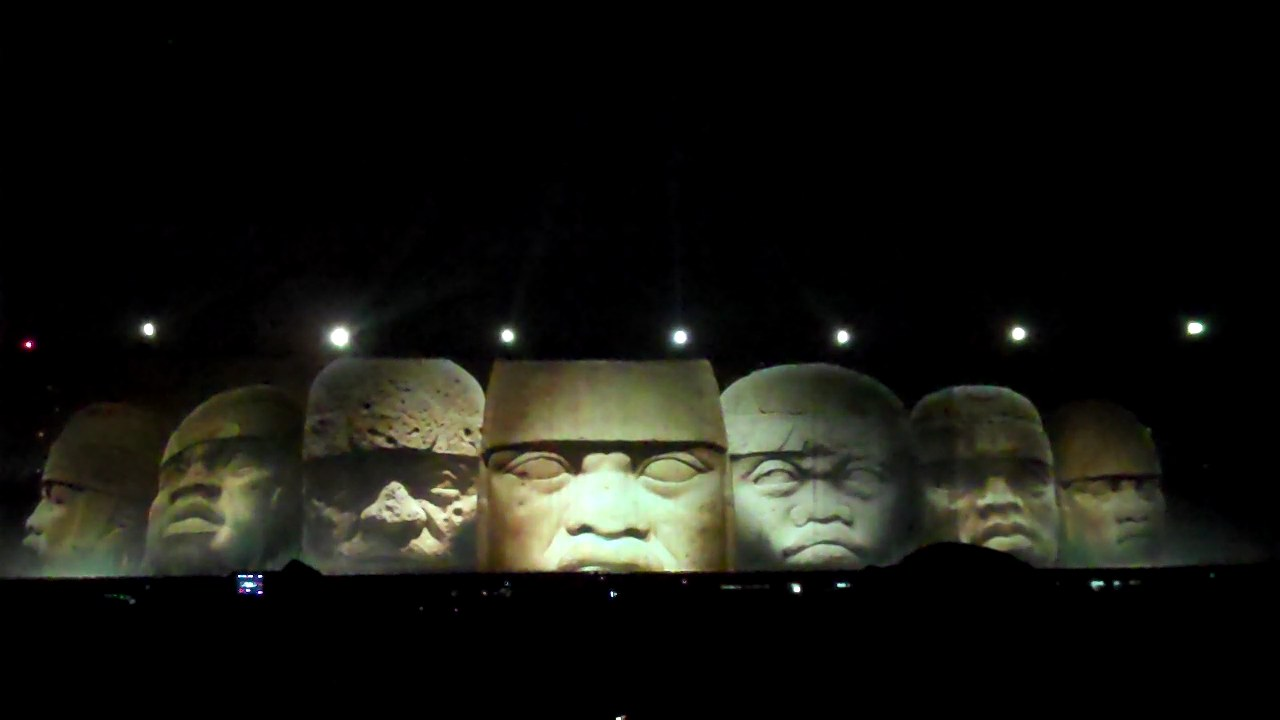
Imagen del espectáculo Orgullosamente Mexicanos.

Orgullosamente Mexicanos fue un espectáculo multidisciplinario e itinerante que visitó las ciudades de México, el espectáculo se presentó oficialmente el 5 de mayo de 2010.
La proyección del espectáculo narró mediante una combinación de técnicas de cine, animación y video la historia de México, combinando además pirotecnia, luces y fuego. La narrativa inicia en las culturas de Mesoamérica, pasando por la Conquista de México, la Independencia de México, la Revolución mexicana y escenas representativas del siglo XX como el movimiento estudiantil en México de 1968, el terremoto de México de 1985 o el levantamiento zapatista de 1994. La parte final, la de 2010, muestra fotografías y videos de los mexicanos de la actualidad, concluyendo con la interpretación de la canción México Lindo y Querido por el cantante Pepe Aguilar.

### Fuego del Bicentenario
El 6 de septiembre de 2009, fue encendido el fuego por parte de Paola Espinosa; en un evento encabezado por Felipe Calderón Hinojosa en Palacio Nacional. La primera ceremonia, fue celebrada en Dolores Hidalgo, estuvo encabezada por Juan Manuel Oliva Ramírez, Gobernador de Guanajuato; Pablo González Cansino, Presidente Municipal de Dolores Hidalgo; José Manuel Villalpando, Coordinador Ejecutivo Nacional para las conmemoraciones de 2010, y por Liliana Ibáñez López, Premio Estatal del Deporte. Durante 2009 y 2010 el Fuego del Bicentenario recorrió distintas ciudades de México.

## Exposiciones

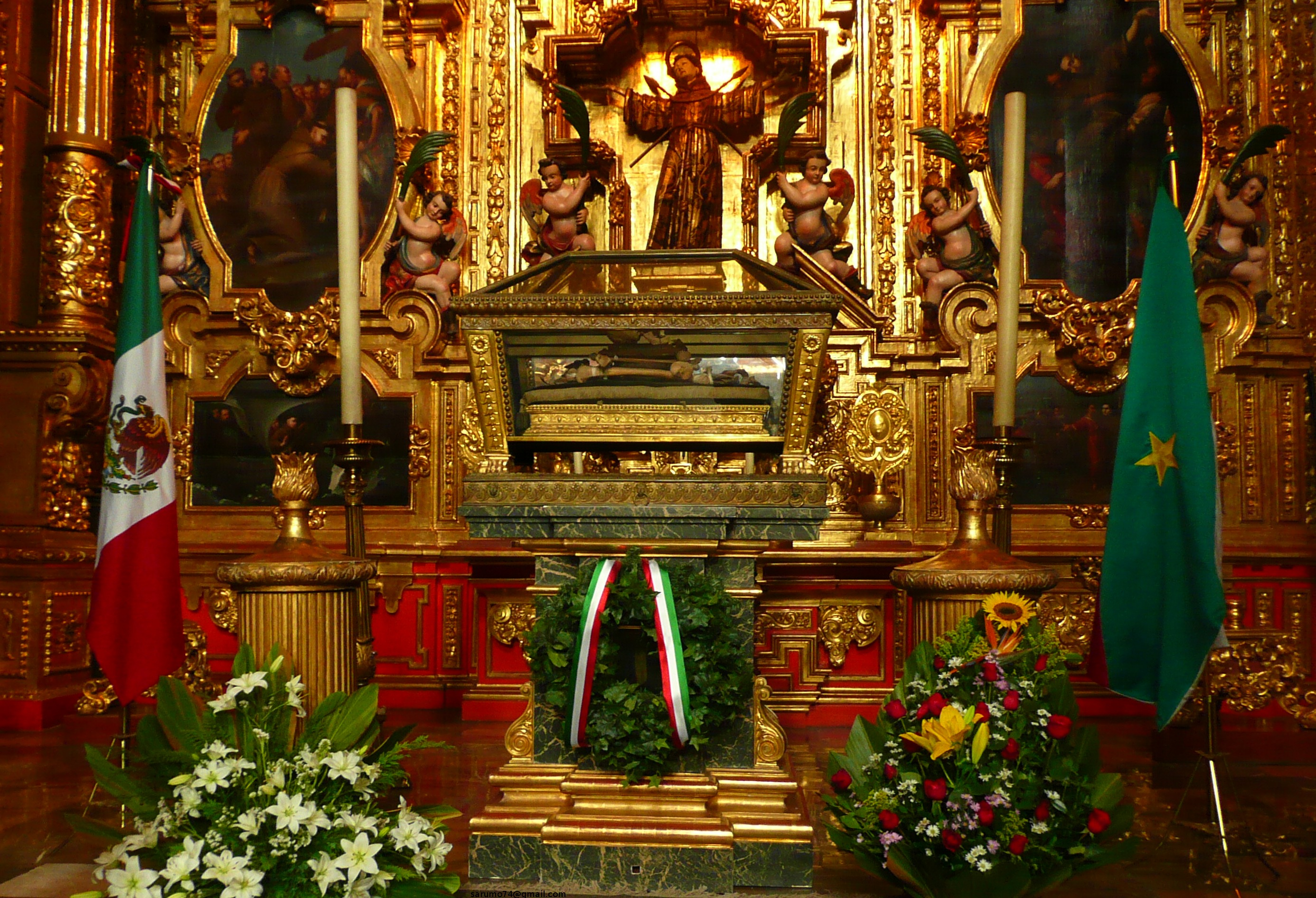
Exhibición de los restos de Agustín de Iturbide en la Catedral Metropolitana de la Ciudad de México, con motivo de los festejos.

### Exhumación de restos de los próceres de México
En mayo de 2010 los restos los héroes de la Independencia de México fueron exhumados de la Columna de la Independencia, con el fin de asegurar su autenticidad, estudiar su estado de conservación y confirmar la identidad que tradicionalmente se les ha asignado. Fueron exhumados los cadáveres de Miguel Hidalgo, Ignacio Allende, Juan Aldama, José María Morelos, Mariano Matamoros, Mariano Jiménez, Francisco Xavier Mina, Vicente Guerrero, Leona Vicario, Andrés Quintana Roo, Nicolás Bravo y Guadalupe Victoria. Contingentes militares extrajeron las urnas y las condujeron hasta el Castillo de Chapultepec, ahí investigadores dieron certeza científica a los restos, los cuales serán devueltos a la Columna de la Independencia el 30 de agosto de 2011 durante el Bicentenario del fusilamiento de Miguel Hidalgo.

### Expo bicentenario México 2010
La sede es la Expo Parque Bicentenario Guanajuato, un proyecto de más de 96 hectáreas, se localiza dentro del principal corredor urbano y económico del Estado de Guanajuato, muy cerca de las ciudades de Guanajuato, Silao, León e Irapuato. En la Coordinación Ejecutiva de las Conmemoraciones de 2010 presentará las exposiciones “México, un paseo por la historia”, “Cambio climático ¡Ya!” y “México e Iberoamérica y sus Bicentenarios”.

### Galería nacional

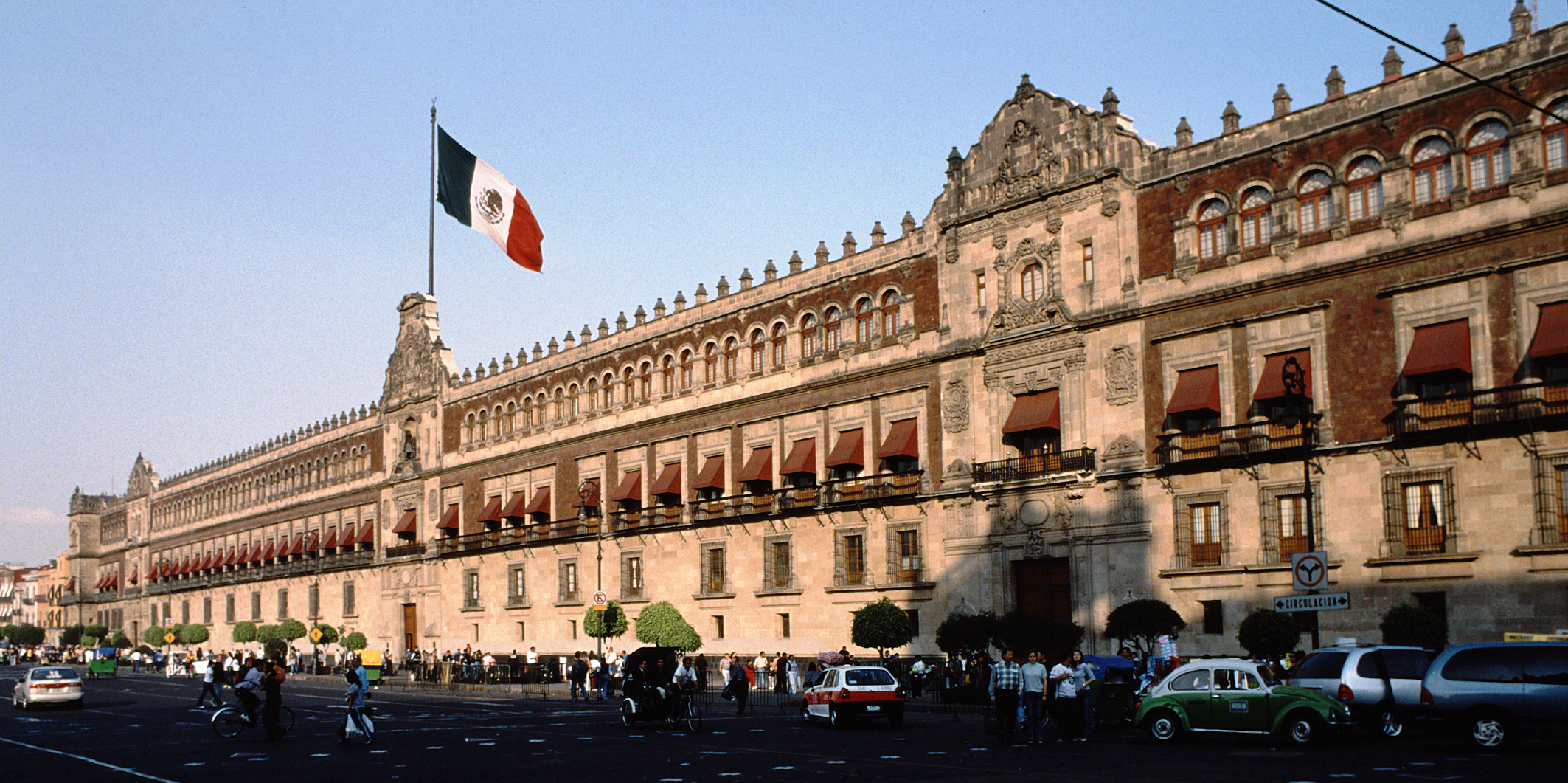
Palacio Nacional sede de la galería nacional.

Con la exposición “México 200 años: La patria en construcción”, se inauguró la galería nacional, destinando 4 mil metros cuadrados, distribuidos en diversos espacios y salas del Palacio Nacional. Permanecerá montada del 20 de septiembre de 2010 hasta julio de 2011.
La visita incluye, el acceso a los salones presidenciales, así como al Recinto Parlamentario y a los murales pintados por el maestro Diego Rivera, restaurados para la ocasión. Asimismo, los señalamientos permitirán al público transitar por la amplia oferta cultural que incluye el Palacio Nacional, como: el Museo de Sitio, el Museo Recinto Homenaje a Juárez, las bibliotecas de Palacio y el Jardín Botánico.
La apertura de la muestra, conformada por más de 500 piezas entre las que destaca el sable de José María Morelos y Pavón, el Acta de Independencia, Los Sentimientos de la Nación, los restos de 14 héroes de la patria, además de un cuadro que muestra a Leona Vicario a los cinco años.

### México es mi museo
Desde mediados de 2009 se seleccionó 201 sitios o monumentos históricos, para cada uno de estos sitios se redactó un guion que describe en un minuto algún suceso histórico relevante, acontecido en ese lugar. Mediante un acuerdo con la industria de telefonía móvil se estableció un sistema a través del cual quienes visitan alguno de estos sitios, tienen acceso a los guiones históricos marcando el número: *2010. El proyecto también permite la recepción de información a través de mensajes SMS, cada monumento cuenta con una clave que debe ser enviada al número 2010. Como respuesta, llega al celular información breve sobre el sitio.

## Dinero conmemorativo

### Monedas conmemorativas de 5 pesos
El Banco de México y la Casa de Moneda pusieron en circulación monedas conmemorativas de cinco pesos mexicanos por el Bicentenario, con la figura de los principales personajes del movimiento histórico. Estas monedas conmemorativas serán acuñadas hasta el 31 de diciembre de 2012. El Diario Oficial de la Federación publicó el decreto que establece las características de 37 monedas “de conformidad con el artículo 2o., inciso c) de la Ley Monetaria de los Estados Unidos Mexicanos”.
Las monedas tienen un diámetro de 25,5 milímetros, con el canto liso; la composición de la moneda será de una aleación de bronce-aluminio y acero inoxidable y tendrá un peso total de 7,7 gramos. En el anverso común se observará el Escudo Nacional con la leyenda: “Estados Unidos Mexicanos”. En el reverso, retratos ecuestres o escenas reconocidas de los personajes que se consideran para las series de monedas conmemorativas.
Monedas puestas en circulación durante el año 2008.
1. Ignacio López Rayón
2. Carlos María de Bustamante
3. Francisco Xavier Mina
4. Francisco Primo de Verdad y Ramos
5. Mariano Matamoros
6. Miguel Ramos Arizpe
7. Hermenegildo Galeana
Monedas puestas en circulación durante el año 2009.
8. José María Cos
9. Pedro Moreno
10. Agustín de Iturbide
11. Servando Teresa de Mier
12. Nicolás Bravo
13. Leona Vicario
Monedas puestas en circulación durante el año 2010.
14. Miguel Hidalgo y Costilla
15. José María Morelos y Pavón
16. Vicente Guerrero
17. Ignacio Allende
18. Guadalupe Victoria
19. Josefa Ortiz de Domínguez

### Monedas conmemorativas de plata y oro
El 23 de septiembre de 2010 se presentaron las monedas conmemorativas alusivas al Bicentenario. La presentación estuvo a cargo del gobernador del Banco de México, Agustín Carstens. Son 3 monedas del bicentenario:
- Moneda de con valor de 20 pesos nominales con la imagen al centro de Miguel Hidalgo y José María Morelos y Pavón.

- Moneda de 20 pesos de plata, tiene un acabado de espejo, pesa dos onzas y en el anverso trae el escudo nacional y al reverso la fachada y torres de la Parroquia de Dolores.

- Monedas Bicentenario de 37.5 g de México: Moneda de 200 pesos de oro, tiene un peso de 1.20 onzas. Al centro, en perspectiva, la escultura de la Victoria Alada que corona la Columna de la Independencia, el anverso muestra el Escudo Nacional de México, circundado por la leyenda “Estados Unidos Mexicanos”, y en el canto se lee la inscripción “Independencia y Libertad”. La pieza convivirá con el “Centenario”.[56]

- Moneda Bicentenario de 1 kg de México: el 17 de septiembre del 2012 se presentó 1 moneda de oro con un valor nominal de 200 pesos que pesa 1 kilo. Al centro, en perspectiva, la escultura de la Victoria Alada que corona la Columna de la Independencia, el anverso muestra el Escudo Nacional de México, circundado por la leyenda “Estados Unidos Mexicanos”, y en el canto se lee la inscripción “Independencia y Libertad”. Solo se acuñaron 200 piezas.

### Billete
```

```

El Banco de México puso en circulación el 23 de septiembre de 2009, 50 millones de billetes de 200 pesos mexicanos conmemorativos.
Las imágenes están impresas en un formato vertical, sus dimensiones son: 141 mm de largo por 66 mm de alto. El billete tiene la imagen de Miguel Hidalgo y Costilla con un estandarte de la Virgen de Guadalupe, la imagen procede de la obra de Jesús Helguera titulada “Don Miguel Hidalgo”, la cual representa el inicio de la Guerra de Independencia. En el reverso, los elementos que sobresalen son: el Ángel de la Independencia, que se localiza en el Paseo de la Reforma de la Ciudad de México y la estilización del gorro frigio resplandeciente como símbolo de la libertad, utilizada por muchos años en las monedas metálicas del México independiente.
Como principales elementos de seguridad el billete tiene un hilo especial de seguridad aventanillado que cambia de color al inclinar el billete en distintos ángulos, una marca de agua en la que, al observarlo a trasluz, se ve el Ángel de la Independencia y una impresión de la Campana de la Independencia. También se incluye a la izquierda de la marca de agua, una impresión de la Campana de la Independencia, realizada con una tinta especial que cambia de color al inclinar el billete.

## Deportes
En cuanto a deporte la Federación Mexicana de Fútbol a través de la Liga Mexicana de Fútbol decidió que su torneo de Clausura 2010 que cerró la LXVII temporada de la Primera División se denominaría Torneo Bicentenario 2010. También hizo lo mismo la Liga Mexicana de Béisbol la que su Temporada 2010 se llamó oficialmente Temporada Bicentenario.

### Regata “Copa México-Edición Bicentenario”

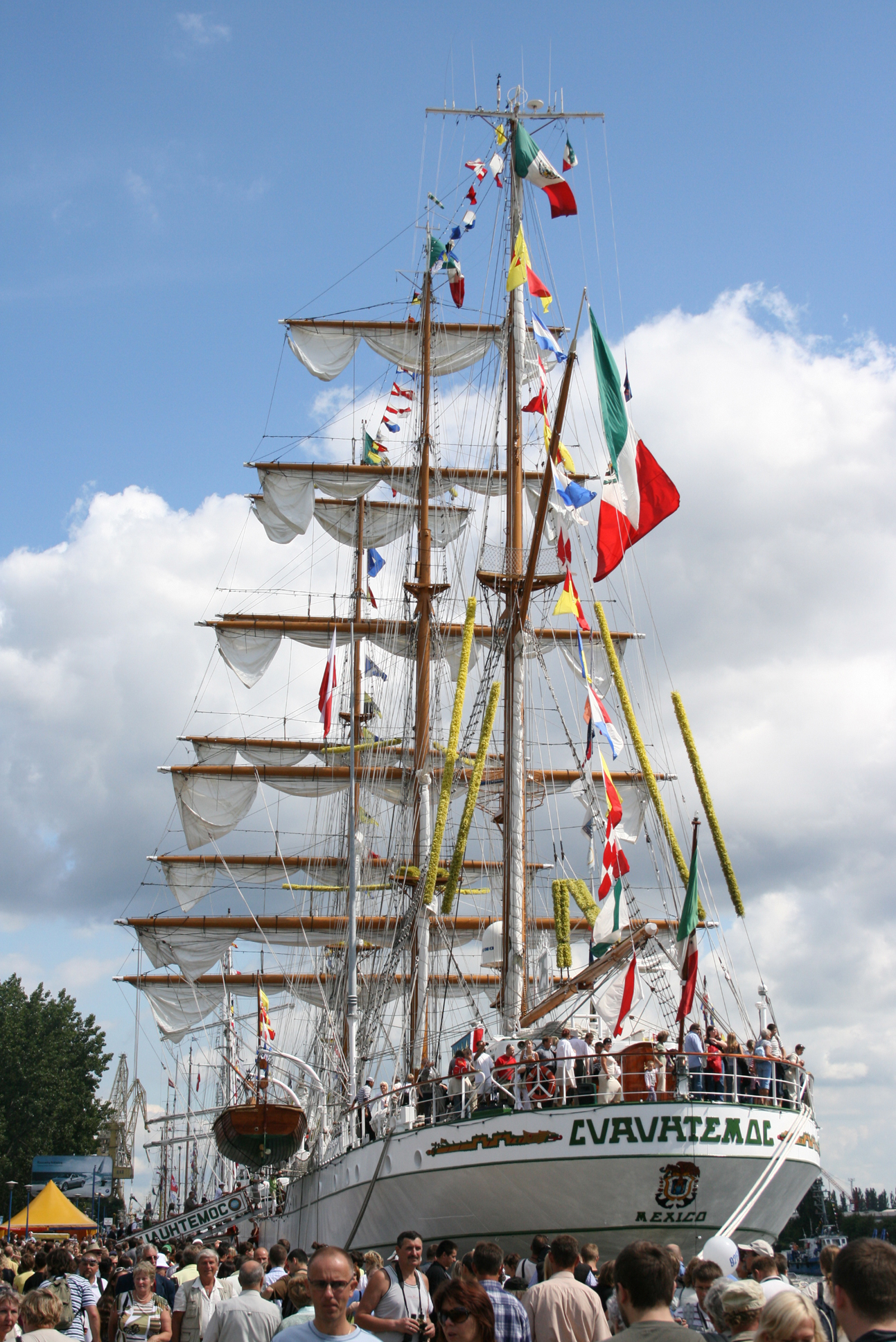
ARM Cuauhtémoc (BE-01), velero que representó a México en la Regata Bicentenario Velas Sudamérica 2010.

Este evento deportivo se desarrolló durante los meses de febrero y marzo, en la Riviera Nayarit. A lo largo de 15 días y en el marco de la “Copa México” se desarrollaron competencias de la clase oceánica, a través de veleros J24, además de exhibiciones de la categoría Optimist para los pequeños veleristas, el Windsurf y Kitesurf. Además se desarrollaron cuadrangulares internacionales de voleibol y fútbol de playa en Nuevo Vallarta.

### Regata Bicentenario
Organizada en conjunto con distintos países de Latinoamérica. Esta Regata inició el 2 de febrero en Río de Janeiro, Brasil y terminó el 23 de junio en Veracruz, México. En el recorrido participaron buques escuelas, veleros de Marinas Armadas de América Latina. El velero que representó a México en este evento es el ARM Cuauhtémoc (BE-01) de la Marina de México. El tramo final de la Regata inició el 9 de junio y terminó el 23 del mismo mes en Veracruz, México.

### Festival Olímpico Bicentenario

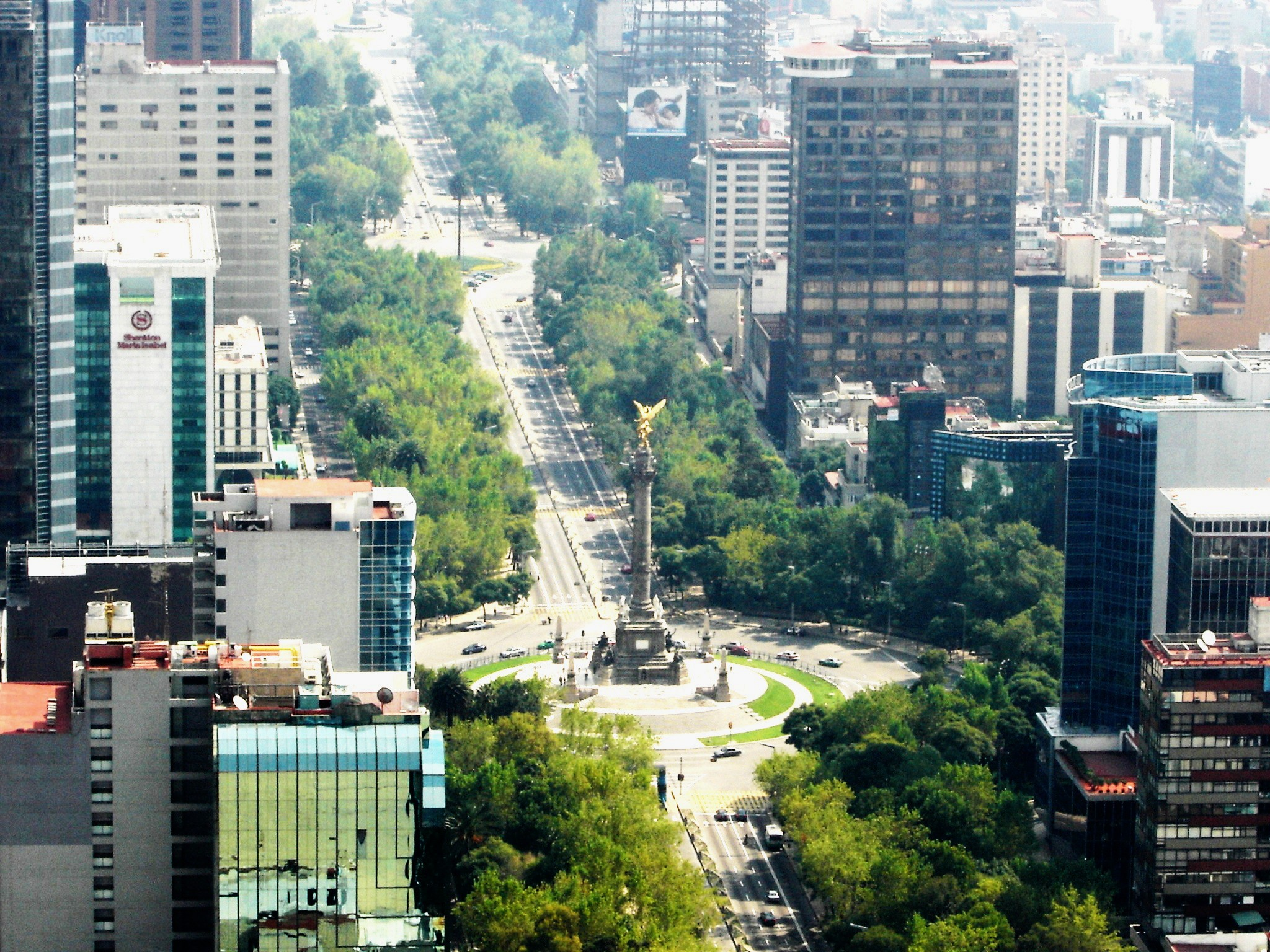
Paseo de la Reforma sede del Festival Olímpico Bicentenario, donde fueron instalados más de 30 escenarios para la práctica de distintos deportes.

El 9 y 10 de octubre de 2010 se desarrolló el Festival Olímpico Bicentenario, organizado por la Comisión Nacional de Cultura Física y Deporte (CONADE), el programa de actividades incluyó exhibiciones de deportistas nacionales y extranjeros. Participaron 30 federaciones deportivas, 32 disciplinas que incluyen la totalidad de deportes olímpicos, cinco deportes del programa paralímpico, 80 mil integrantes de clínicas deportivas y más de 3 mil jóvenes voluntarios. Posterior a la ceremonia de inauguración que contó con un discurso por parte de Felipe Calderón Hinojosa, fue encendido el fuego olímpico bicentenario por, María del Rosario Espinoza, seguido de un tiro de golf de Lorena Ochoa y una demostración de clavados de Paola Espinosa y Rommel Pacheco.
Paseo de la Reforma fue la sede del festival, y se convirtió en una pequeña sede olímpica, fueron instalados más de 30 escenarios para la práctica de disciplinas como vela, atletismo, béisbol, fútbol, gimnasia, voleibol, natación, taekwondo, natación, golf, basquetbol y voleibol playero; contó con una fosa de clavados de 4 metros de altura y 8 de diámetro, con capacidad para 210 mil litros de agua, y que se ubicó en el Ángel de la Independencia.
Se formaron dos equipos denominados Todos estrellas (All Stars), uno capitaneado por Michael Phelps, con María del Rosario Espinoza, Eder Sánchez, Damián Villa, Paola Longoria, Juan René Serrano, Carolina Valencia y la paralímpica Perla Bárcena. Mientras que el equipo dos lo comando Paola Espinosa, con Oscar Baldes, Horacio Navas, Aída Román, Oscar Soto, Fernanda González, Kevin Chávez y la paralímpica Amalia Pérez. Que practicaron béisbol, fútbol, atletismo, natación, golf, basquetbol y voleibol playero, ganando el equipo de la mexicana Espinosa. También se contó con la participación de los exdeportistas Ana Guevara, Alejandro Cárdenas, Saúl Mendoza, Carlos Mercenario, entre otros; y las asistencias de Teodoro Higuera y Jaime García.
Del 9 al 17 de octubre de 2010 se realizó la Semana Deportiva que formó parte del Festival Olímpico Bicentenario. Como eventos durante esta semana se encuentran un torneo de Triatlón en Huatulco; el Campeonato Panamericano Juvenil de Béisbol en Lagos de Moreno; Copa de voleibol playero en Puerto Vallarta y un cuadrangular de Taekwondo en Querétaro.

### Partido internacional del bicentenario
El 11 de agosto de 2010 con motivo del Bicentenario, la Federación Mexicana de Fútbol organizó un partido internacional conmemorativo entre las selecciones de México y España.
| 11 de agosto de 2010 | México              | 1:1 (1:0) | España         | Estadio Azteca, Ciudad de México                                     |                                                                      |
|                      | Javier Hernández 12 |           | David Silva 91 | Asistencia: 105.064 espectadores Árbitro(s): Roberto Moreno (Panamá) | Asistencia: 105.064 espectadores Árbitro(s): Roberto Moreno (Panamá) |

## Medios de comunicación

### Televisión
Diversos canales de televisión mexicanos pusieron en pantalla espacios dedicados a conmemorar esta fecha. Entre estos se cuenta Once TV México, con la serie Hacia nuestros centenarios que consta de diferentes programas de corte documental, sobre personajes y hechos históricos; y con la serie de televisión Los Minondo, que narra como a través de dos familias se revisarán los acontecimientos en la lucha por la Independencia y la Revolución Mexicana. Además en conjunto con el gobierno puso al aire Discutamos México, basada en la historia de México que más de 500 especialistas discuten de cómo fue y va a ser la historia de México;
Televisa puso Gritos de muerte y libertad una serie de televisión basada en la historia de México que combina ficción con hechos históricos, fue producida por Leopoldo Gómez y dirigida por Mafer Suárez y Gerardo Tort, los guionistas Carlos Pascual, Luis Mario Moncada y Catalina Aguilar. También saco los cortos denominados "Estrellas del Bicentenario", para esta campaña fungen como Los Rostros del Bicentenario: Edsa Ramírez, Fernanda Vizzuet y Alejandra Infante, quienes surgieron de una convocatoria realizada a nivel nacional del año 2009 y en la que participaron más de 50 mil jóvenes.
TV Azteca preparó 13 formas de amar a mi México, una serie de cortometrajes realizados por directores como Guillermo Arriaga, Patricia Arriaga, Mariana Chenillo, Humberto Hinojosa Ozcariz, entre otros. En total fueron 13 cortos, a éstos se les unieron los de los ganadores de la convocatoria abierta lanzada cineastas, estudiantes de cine, televisión o comunicación Mi México que yo quiero. También se pusieron comerciales donde se le cantaban las mañanitas a México y también salen artistas representando a sus estados como Mauricio Barcelata que representa al estado de Veracruz, Paola Núñez que representa a Chiapas, Ingrid Coronado que representa a Baja California Sur, entre otros.
El programa de televisión mexicano México Nuevo Siglo (México Siglo XX), pasando distintos programas que ha hecho sobre este movimiento social, denominada Clío en el Bicentenario. Algunas cadenas de televisión como Discovery Channel, History Channel, CNN en Español, Milenio Televisión, pasaron cortos sobre las fiestas de bicentenario de América Latina.
El 29 de agosto el canal Discovery Channel estrenó el documental "El grito que sacudió a México", dirigido por Carlos Bolado y con la participación de los historiadores Juan Carlos Ruiz y Virginia Guedea. History Channel saco la campaña el Gran Mexicano un proyecto interactivo y multiplataforma que permitirá a los mexicanos elegir, a través del voto popular, quién es la personalidad que mejor los representa, el canal emitirá los cuatro episodios presentados por Jaime Camil, en los que panelistas (José Ramón Fernández, Lorenzo Meyer, Javier Solórzano y Fernanda Tapia) analizaron las votaciones y los 20 finalistas, en el último programa, del domingo 24 de octubre, se develo quién fue elegido como El gran mexicano: Benito Juárez.

### Internet
Se pusieron varias páginas web sobre estos festejos. Así como un canal en YouTube, con videos sobre la independencia. De igual forma, se crearon perfiles de los héroes de la lucha armada en distintas redes sociales como Facebook, Twitter y Myspace.
Google el 15 de septiembre de 2010 cambió su logo y puso uno alusivo a las fiestas, en el logo conmemorativo se apreciaron las imágenes de Miguel Hidalgo, el Ángel de la Independencia y la campana de Dolores, entre otros símbolos representativos de la cultura mexicana. El dibujo denominado «“La belleza de ser mexicano”» pertenece a Omar Pérez Palma, ganador del concurso Doodle 4 Google Bicentenario.
El 10 de septiembre de 2009 La Secretaría de Relaciones Exteriores (SRE) y la Comisión Organizadora de las Conmemoraciones de 2010 presentaron la versión en inglés de la página electrónica del bicentenario.

### Radio y música

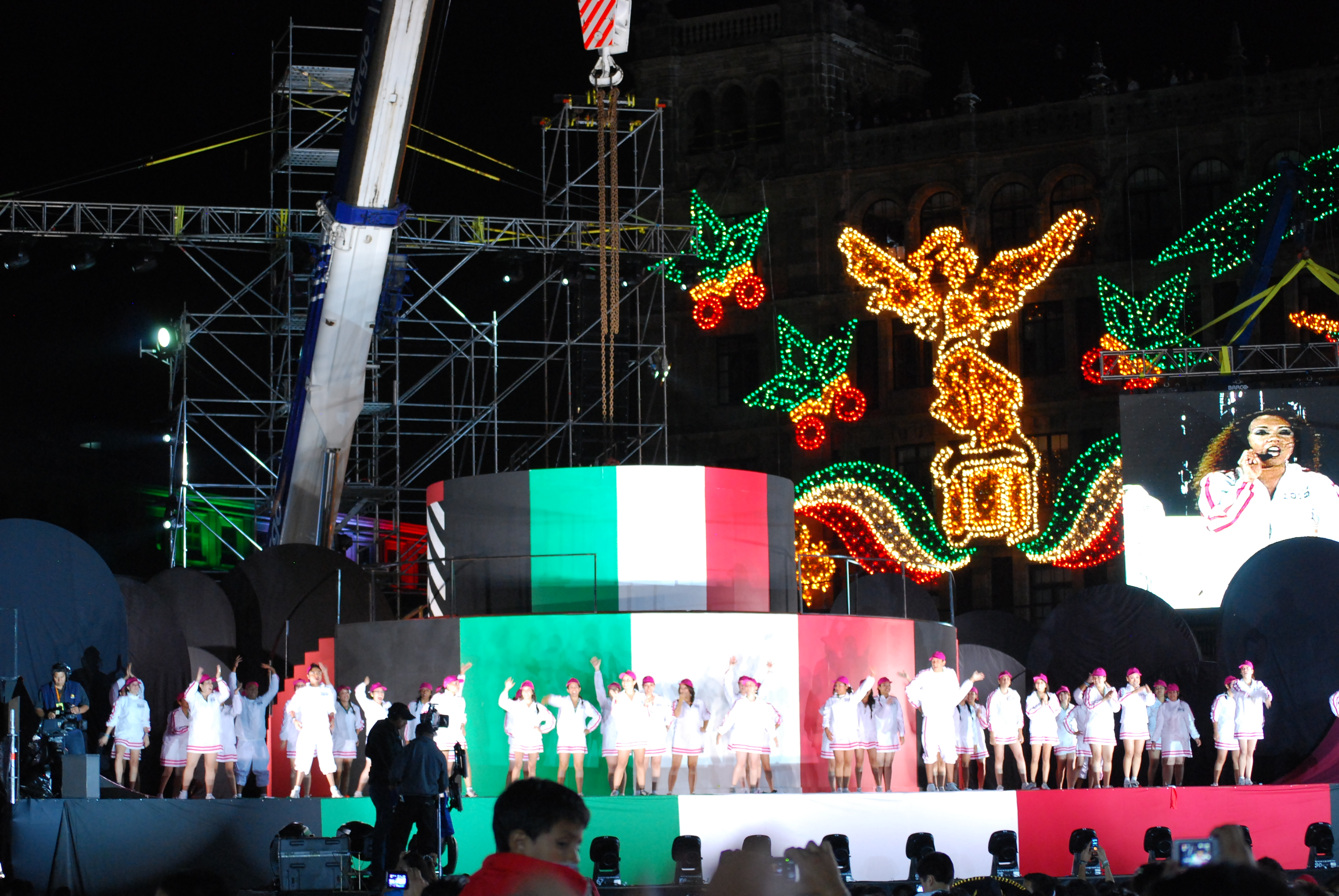
Porristas bailando el tema El futuro es milenario, en los espectáculos en el Zócalo.

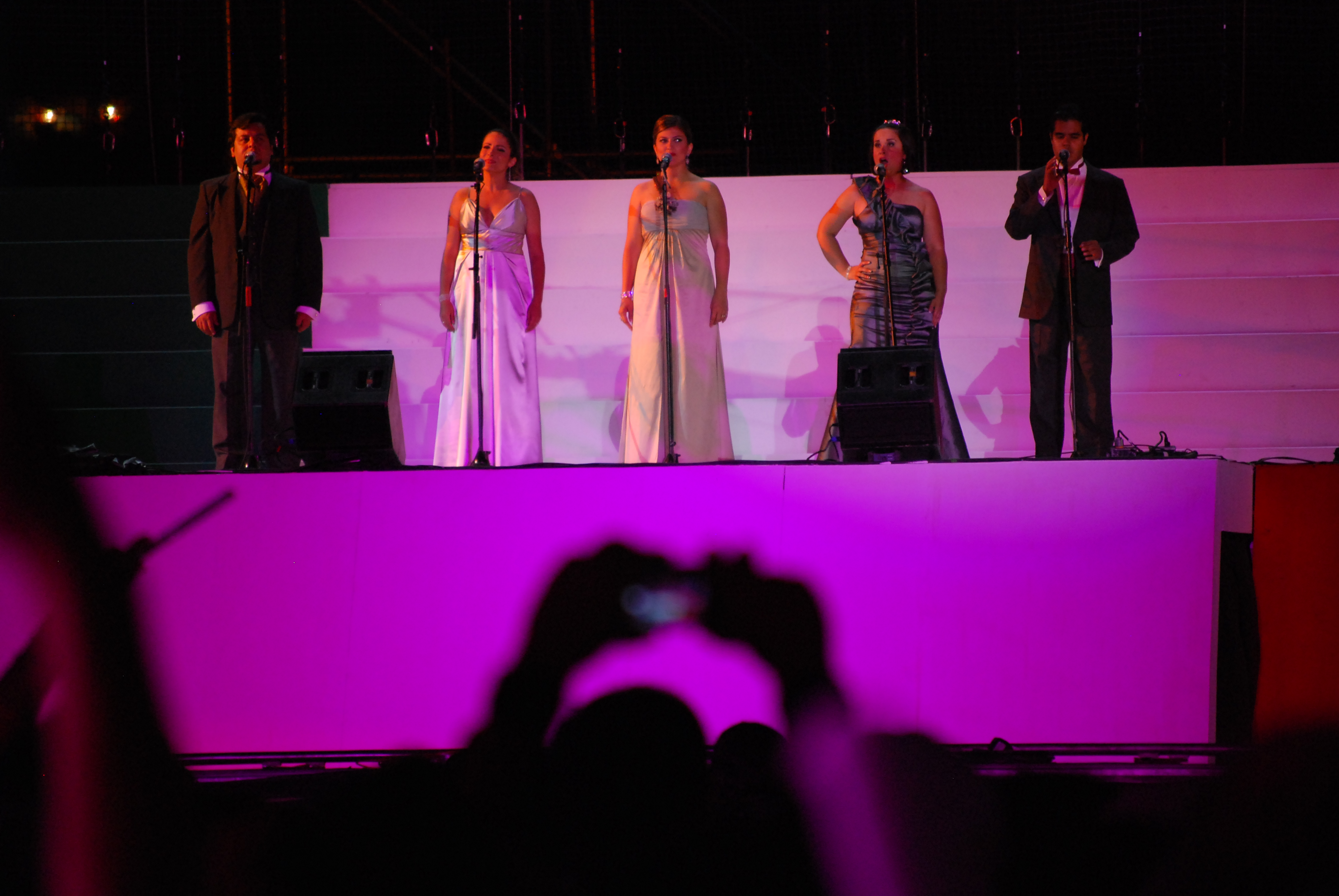
Ganadores del concurso "Ópera Prima. Las Voces del Bicentenario", en los espectáculos en el Zócalo.

En la Radio también se pasaron anuncios sobre los festejos. El programa La hora nacional, del gobierno de México ha dedicado su espacio a transmitir biografías de los libertadores, reseñas históricas etc. En él 2009, el Instituto Mexicano de la Radio puso en línea una cadena de radio con motivo del Bicentenario, Radio 2010. Se contó con el concurso "Tema musical 2010" por parte del Fondo Nacional para la Cultura y las Artes (Fonca), donde el ganador resultó José Miguel Delgado Azorín, con la composición orquestal Canto nuevo a México.
El 18 de agosto del 2010 se presentó junto al Secretario de Educación Pública, Alonso Lujambio el tema oficial de los festejos de Bicentenario: "El futuro es milenario" escrito por Jaime López e interpretado por Aleks Syntek.
Se realizó el programa "Ópera Prima, las voces del bicentenario" a través de la Secretaría de Educación Pública (SEP) y Conaculta, Canal 22, el Instituto Nacional de Bellas Artes, el Fondo Nacional para la Cultura y las Artes (Fonca), el Centro Nacional de las Artes (Cenart), el Sistema Nacional de Fomento Musical y Pro Ópera. Los ganadores fueron María Patricia Santos, Linda Gutiérrez, Leticia Vargas, Alan Pingaron y Ángel Ruz.

### Prensa escrita
Distintos periódicos y revistas nacionales han dedicado varias de sus páginas para hablar de estos festejos. Como el periódico Récord, que ha destinado sus páginas para enumerar a 200 mexicanos destacados en 200 días. Se publicaron varios libros alusivos a las fechas. El cómic es también el medio usado por los caricaturistas Trino y Rius para ofrecer una sátira sobre ambos periodos en "Historias desconocidas de la Independencia y la Revolución" y "Ni Independencia, ni Revolución".

### Cine
En Cine se anunció la producción de películas alusivas a las fechas como Mujeres Patria, producida por Raymundo Pastor y dirigido por Christopher Luna, quienes contaban con la colaboración de la historiadora Leonor Cortina. La película trataría sobre el papel que desempeñaron mujeres como Josefa Ortiz de Domínguez y Leona Vicario en la guerra de independencia, y contaría con la participación de reconocidas actrices, tales como Sandra Echeverría, Lilia Aragón, Adriana Barraza, María Inés Pintado, Ivonne Montero, Sophie Alexander, entre otras. Sin embargo, por razones no especificadas el proyecto no se ha llevado a cabo hasta el momento.
La película "Hidalgo, la historia jamás contada", que se estrenó el día 16 de septiembre, dirigida por Antonio Serrano Argüelles, está protagonizada por los mexicanos Ana de la Reguera y Demián Bichir. Este último caracteriza al cura independentista Miguel Hidalgo. Otra película producida para conmemorar estas fechas fue "El atentado", la cual narra el magnicidio frustrado del dictador mexicano Porfirio Díaz por parte de un anarquista borracho, unos años antes de la Revolución Mexicana de 1910. A los cines llegó también "El infierno", de Luis Estrada, una película que retrata al México actual de narcotráfico, violencia y corrupción, con el mensaje "México 2010. Nada que celebrar".
La película animada "Héroes verdaderos" dirigida por Carlos Kuri, relata la historia de cinco jóvenes se ven involucrados en el movimiento independentista de 1810. La cinta se estrenó el 24 de septiembre de 2010.

## Celebraciones académicas
Diversas universidades se unieron al festejo con proyectos relativos a estudios novedosos sobre el bicentenario de la Independencia. El Instituto de Investigaciones Dr. José María Luis Mora realizó un proyecto de digitalización de los libros Principios críticos sobre el Virreinato de la Nueva España y sobre la Revolución de Independencia. Memorias de la Revolución de Megico y de la Espedición del general D. Francisco Javier Mina.
El Instituto de Investigaciones Bibliográficas presentó una serie de exposiciones en donde se mostraban diferentes ediciones relativas al movimiento independentista mexicano provenientes de los fondos de la Biblioteca Nacional de México y la Hemeroteca Nacional.

## Iniciativas no gubernamentales

### Coca-cola bicentenario
Coca Cola de México y Coca Cola FEMSA, presentaron una colección de 32 botellas coleccionables, cada una inspirada en elementos de la cultura, tradición, historia y medio ambiente característicos de cada uno de los estados de México y la Ciudad de México. Este trabajo estuvo a cargo de la agencia ARG Comunicación, quienes diseñaron a mano estos gráficos con elementos representativos de cada estado como historia, cultura y tradición, que después se digitalizaron simulando pinturas hechas en papel amate.

### Automóviles conmemorativos
Con motivo de los festejos del Bicentenario Volkswagen y Ford Motor Company pusieron en venta ediciones especiales con motivo del bicentenario. La primera con el Jetta Bicentenario, un automóvil basado en la versión del Jetta MKVI se produjeron un total de 2010 unidades limitadas que cuentan con el logo y emblema "México 2010". La segunda con el Fiesta 200, un automóvil compacto deportivo basado en la versión del nuevo Fiesta 2011, este auto está limitado a 200 unidades.

## Presencia internacional

### Delegaciones internacionales

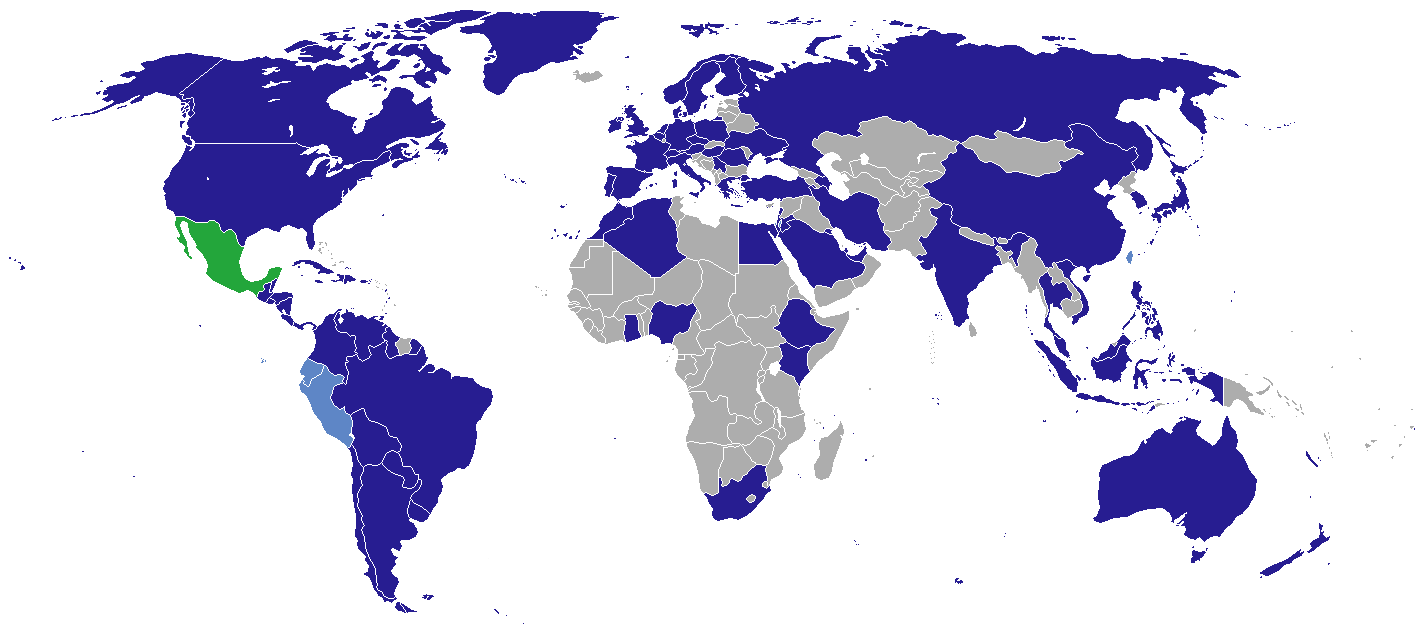
Mapa de países con embajadas mexicanas.

A partir del 13 de septiembre llegaron las comitivas de distintos lugares, el 14 de septiembre se realizó en el Museo Nacional de Antropología, una reunión con las delegaciones de distintos países. El 14 de septiembre Estados Unidos felicito a México por la conmemoración del Bicentenario a través de un mensaje de Hillary Clinton.
Para la celebración del bicentenario asistieron más de 50 naciones con las que México mantiene relaciones diplomáticas entre los asistentes se encuentran el Presidente de Colombia, Juan Manuel Santos; el Presidente de Guatemala, Álvaro Colom; el Presidente de Honduras, Porfirio Lobo; el Presidente de Panamá, Ricardo Martinelli; el Presidente de El Salvador, Mauricio Funes; el Presidente de Panamá, Ricardo Martinelli; la Gobernadora General de Canadá, Michaëlle Jean y el príncipe Felipe de Brabante de Bélgica.
También los vicepresidentes de Costa Rica, República Dominicana y Nicaragua; el presidente del Congreso de Ecuador; la secretaria de Trabajo de Estados Unidos; el canciller de Chile; los ministros de Cultura de España y Portugal; el ministro de Justicia de Brasil; funcionarios de alto nivel de Argentina, Paraguay y Uruguay; el presidente de la Comisión de Relaciones Exteriores de la Asamblea Nacional de Francia; el primer ministro de Belice y el vicepresidente de la coalición parlamentaria en el gobierno de Alemania.
De igual manera se contó con delegaciones de la República Árabe Saharaui Democrática, Georgia, Kuwait, Camboya, Camerún, Eslovaquia, Ghana, Indonesia, Mali, Mongolia, Polonia, Catar, Senegal, Siria, Sri Lanka, Tailandia, Túnez y Uzbekistán.

### Banderas de España y México
El gobierno de España procedió a regresar las insignias, conocidas como “las gemelas”, que fueron arrebatadas en la batalla del Puente de Calderón en 1811, por Félix María Calleja, quien las envió al rey Fernando VII en 1814 como trofeos de guerra. México devolvió las Banderas de Barradas, últimas insignias que defendieron los realistas en tierras mexicanas, arrebatadas al general Isidro Barradas en 1829: Legión Real y El Rey a la Fidelidad, la primera de ellas fue donada mientras que la segunda, cedida por un periodo de cinco años.
Fueron recibidas por el presidente de México Felipe Calderón Hinojosa de manos del jefe de Gobierno español José Luis Rodríguez Zapatero, en una ceremonia en Santillana del Mar, en Cantabria, y llegaron a México el 20 de mayo de 2010.
Las banderas de Ignacio Allende, conocidas como 'Las gemelas', tienen en la cara principal la imagen de la Virgen de Guadalupe coronada como patrona jurada de la Nueva España, y en el reverso se combinan el águila mexicana posada sobre el nopal y el arcángel San Miguel.

### Concursos internacionales
Se convocó a residentes mexicanos en el extranjero al concurso mundial de cortometrajes "Cortando fronteras", que debe ser realizado en un teléfono celular. La cancillería, por medio del Instituto de Mexicanos en el Extranjero, informó el 11 de agosto de 2010 que cortometraje "Mis pies y la raíz", de Mario Lases, residente en Barcelona, España, ganó el certamen internacional. En tanto, los videos "La ciudad de mis pasos", de Alejandro Fernández Osorio, residente en Montreal, Canadá; "El precio", de Esteban Zúñiga, radicado en París, Francia, y "Amexica", de Christian Rodríguez, quien radica en Sacramento, California, fueron los tres más votados en Internet.
También se convocó a todos los interesados, tanto nacionales como extranjeros, a participar en el Primer Concurso Internacional "Sones del mariachi por el mundo". La plaza Garibaldi, fue sede de la premiación contó con una participación de grupos radicados en 22 países. El primer lugar lo obtuvo el Mariachi Cobre de Perú, mientras Las Divas de América y Las Alazanas, ambos grupos de Colombia, recibieron el segundo y tercer lugar de forma respectiva, asimismo, el jurado denominó al Mariachi 7 Leguas, de McAllen, Texas, como el Mejor Mariachi 2010.
También se contó con el concurso mundial de dibujo para niños "Este es mi México", con los temas del Bicentenario y el Centenario, más de 6.200 trabajos llegaron desde 46 países. De ellos, 15 resultaron ganadores y con 105 finalistas.

### Festejos en distintos países

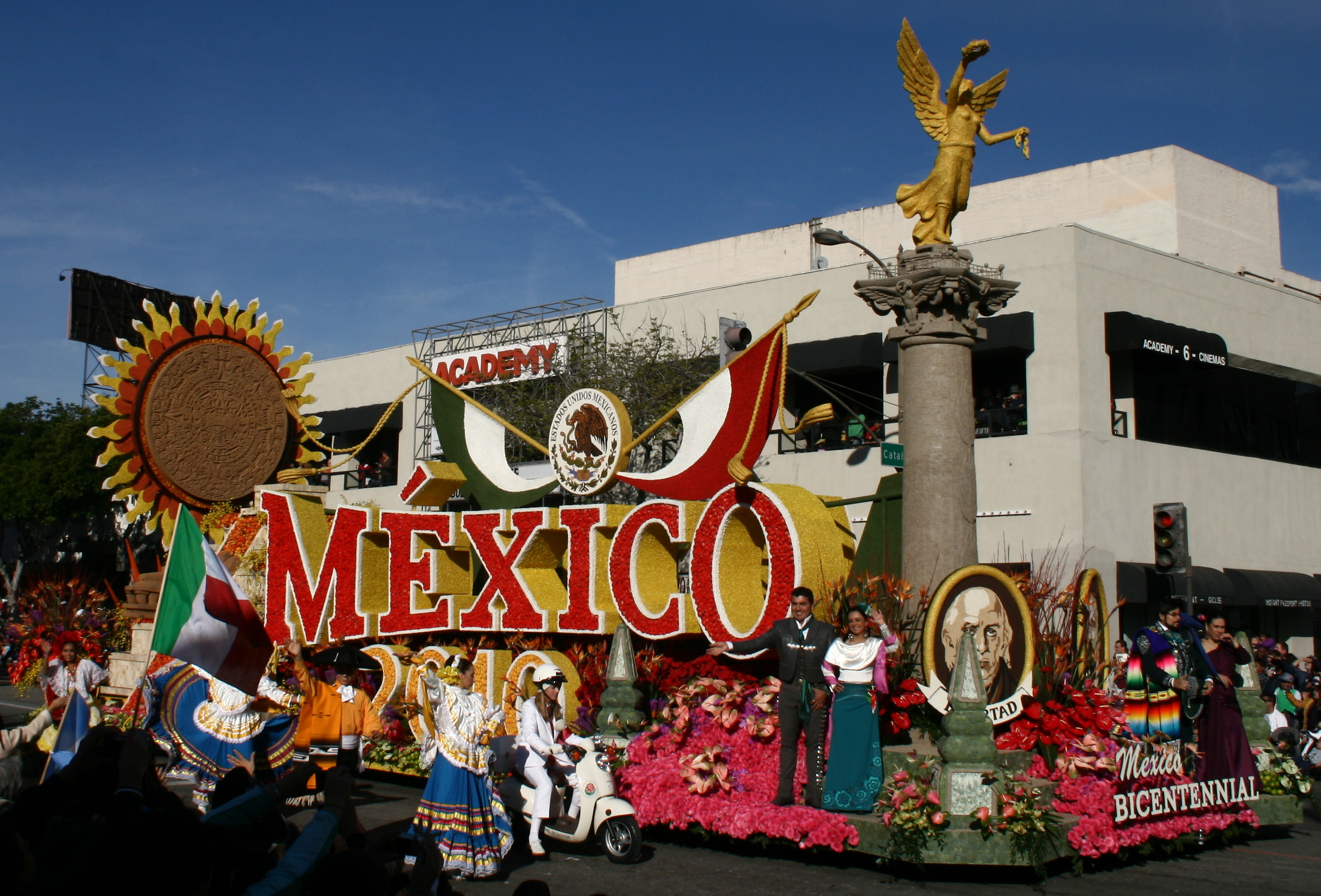
Carro conmemorativo del bicentenario de México durante el desfile de las rosas en Pasadena (California). Enero 2010.

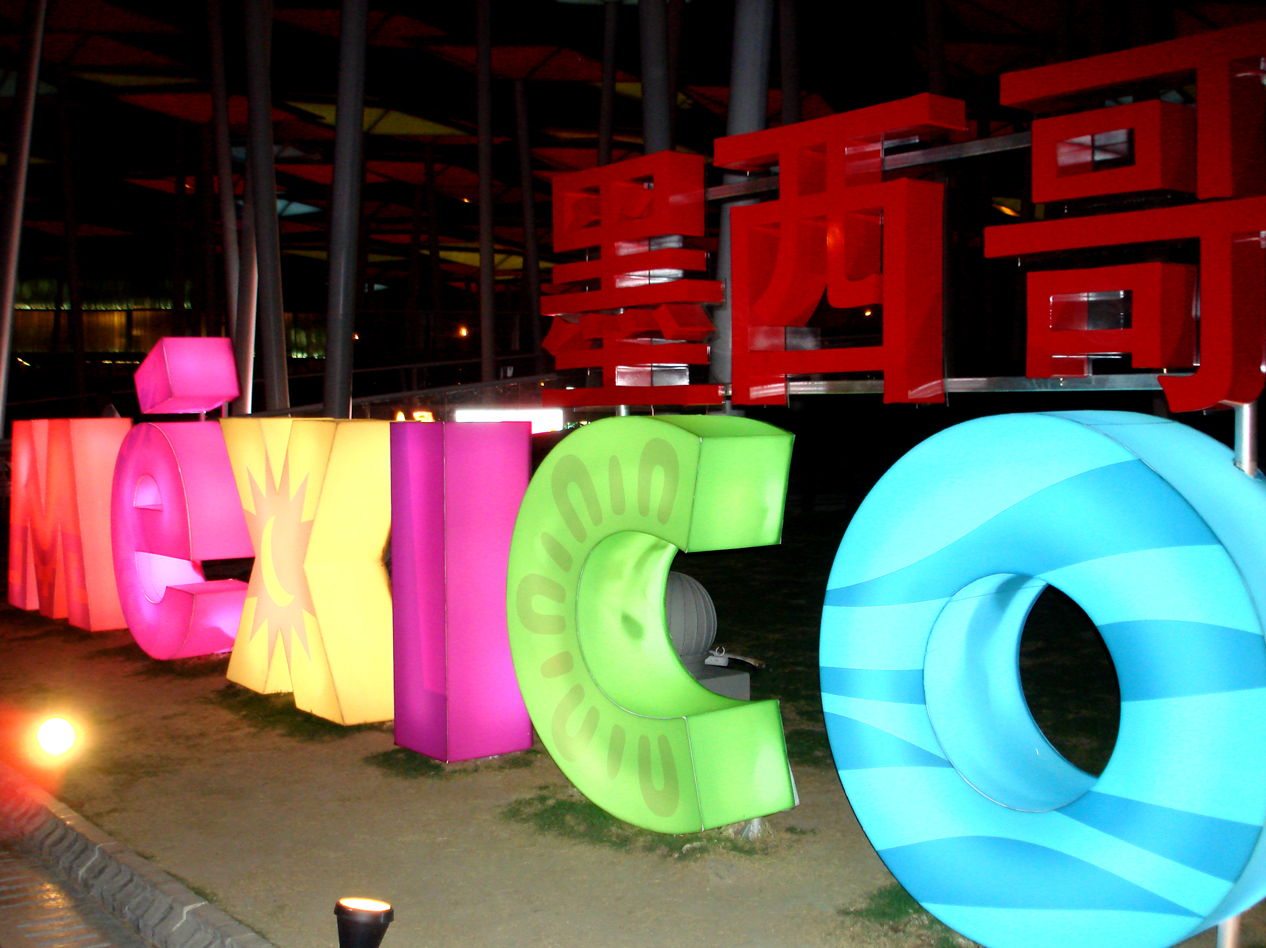
Pabellón de México en la Expo 2010 Shanghái.

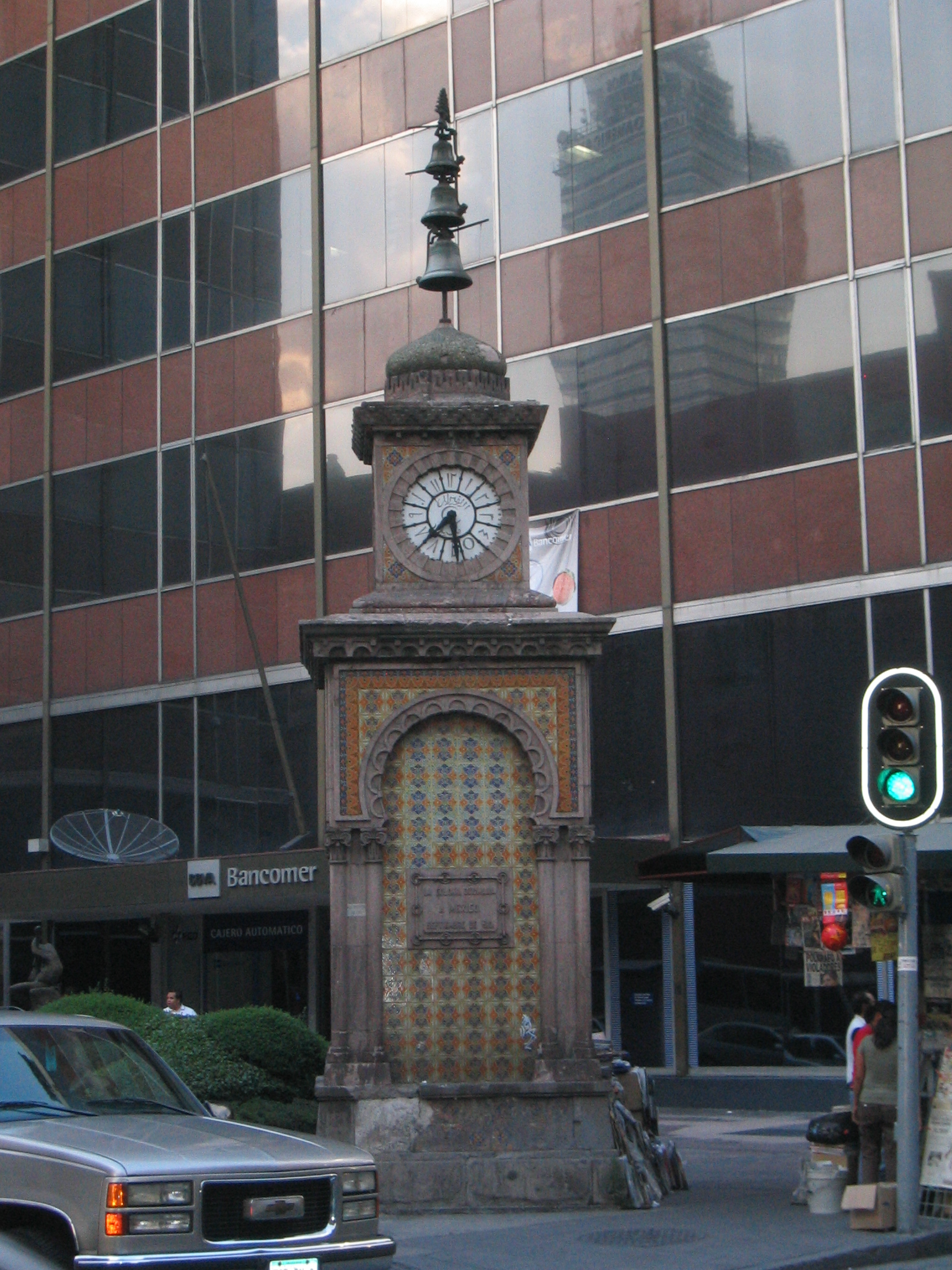
Reloj otomano, regalado a México en 1910, en 2010 fue restaurado.

En España la embajada de México en Madrid celebró con una ofrenda floral en el monumento dedicado a Miguel Hidalgo, ubicada en el Parque del Oeste, durante el acto se leyó el decreto de Miguel Hidalgo y Costilla sobre la esclavitud y el Acta de la Independencia de México, al concluir, la banda municipal del ayuntamiento de Madrid interpretó los himnos de España y de México. En Barcelona se realizó la ceremonia del Grito, la cónsul mexicana en Barcelona, Francisca Méndez Escobar, y el alcalde Jordi Hereu encabezaron la festividad.
En Estados Unidos en distintas ciudades se realizaron festejos. Washington D. C. se tuvo un mes dedicado al país en el Kennedy Center y una verbena popular realizada por el embajador de México en Estados Unidos, Arturo Sarukhan. En Los Ángeles el 12 de septiembre de 2010 fue celebrado un desfile por el Bicentenario organizado por el Comité Mexicano Cívico Patriótico. En Nueva York el edificio del Empire State y La torre de NASDAQ se vistieron con los colores de la bandera de México. En Las Vegas durante cinco días en la ciudad se pudieron disfrutar de aspectos como la gastronomía en los diversos restaurantes y conciertos de Alejandro Fernández, Luis Miguel, Pedro Fernández, Shaila Dúrcal, Los Temerarios y Antonio Aguilar Jr. y Marco Antonio Solís; también cabe destacar en relación con los festejos por el Grito, la participación de mexicanos como Gloria Trevi, Jenni Rivera, Sara Maldonado y su esposo Billy Rovzar, así como Ximena Sariñana y el comediante Luis de Alba. Otras ciudades que realizaron festejos fueron Chicago, Miami, Dallas entre otras grandes ciudades.
Turquía en 1910, como parte de los festejos por el Centenario, Porfirio Díaz recibió como presente un reloj que se conserva en la esquina que forman las calles de Bolívar y Venustiano Carranza en Ciudad de México, el gobierno turco festejo la efeméride, esta vez restaurando el reloj. La contribución para la recuperación del espacio público fue por los embajadores del Líbano, Nouhad Mahmoud, y de Turquía, Alev Kilic, así como al presidente de la Comunidad Libanesa, Nagib Chamblati.
La Embajada de México en Pekín, China realizó celebraciones con la presentación del Ballet Folclórico México en el Beijing Exhibition Center Theater. En Shanghái en el pabellón de México en la Exposición Universal de Shanghái se realizó un Grito de Independencia y se proyectó un vídeo mostrando el de Felipe Calderón, la celebración del Bicentenario coincidió con el Día de México en el evento, por lo que la bandera mexicana ondeó durante toda la jornada junto a la china y la de la Oficina Internacional de Exposiciones.
El actor Gael García Bernal encabezó la fiesta del Grito que la Embajada de México en Argentina realizó en el Palais de Glace de Buenos Aires y en la que participaron más de dos mil personas. Además, el logotipo de la fiesta del Bicentenario de México fue proyectado en el Obelisco de Buenos Aires.
En París, el escritor Carlos Fuentes participó en uno de los actos oficiales organizados por la embajada en Francia, el acto fue celebrado en el último piso de la sede de la Unesco, que cuenta con espectaculares vistas a la Torre Eiffel, comenzó después de las 19:00, hora local, (17:00 GMT), en fiesta asistieron más de 300 invitados.
En Bruselas, El Manneken Pis, escultura icono de Bélgica, fue vestido con un traje de charro en ocasión del Bicentenario, el traje, confeccionado especialmente, fue donado por el gobierno de México e integra la colección de casi 700 ropas que ya utilizó el personaje. Entre las actividades programadas está el festival '¡México!', que tuvo lugar a principios del año en el Palacio de Bellas Artes de Bruselas, y el Encuentro de Mexicanistas 2010. Educación, Ciencia y Cultura, que reunió del 20 al 22 de septiembre a expertos mexicanos y extranjeros en la ciudad de Amberes.

En El Cairo, Egipto en el parque-jardín Al-Horreya (Libertad en árabe) en la isla de Zamalek sobre el río Nilo se construyó el busto de Miguel Hidalgo en forma de pirámide azteca coronada por lozas de mármol con los colores del pabellón mexicano (verde, blanco y rojo), el monumento lo develó la embajadora María Carmen Oñate.
En Alemania se celebraron con una recepción encabezada por el embajador, Francisco González, en la sede diplomática, y varios eventos en el Museo Martin Gropius Bau; A la recepción oficial en la Embajada de México en Berlín asistieron un total de 510 invitados, El Museo Martin Gropius Bau monto la exposición “Teotihuacán” donde con mariachis, gastronomía mexicana, películas del cine clásico mexicano y visitas guiadas gratuitas para el público alemán.
En la Ciudad del Vaticano, funcionarios, políticos, diplomáticos e invitados especiales entonaron el grito de ¡Viva México!; El embajador mexicano en Italia, Jorge Chen Charpentier colocó el 15 de septiembre una ofrenda floral y realizó una guardia de honor en el Altar a la Patria en Roma. En América Latina, países como Panamá, Guatemala, Venezuela y Chile también participaron en los festejos.

### Grupo Bicentenario
El Grupo Bicentenario es una instancia multilateral creada con el objetivo de promover y organizar la conmemoración conjunta de los procesos de independencia desarrollados en el continente americano. Se constituyó en diciembre de 2007 en Santiago de Chile, el Grupo Bicentenario agrupa a 10 países: Argentina, Bolivia, Chile, Colombia, Ecuador, El Salvador, Paraguay, México, Venezuela y España. En el marco de la Reunión del Grupo Bicentenario en el 2009 que se celebró en Buenos Aires se eligió a México de manera unánime para tomar la Secretaría Pro Tempore (la cual es rotativa por periodos de medio año) del 1 de julio y hasta el 31 de diciembre de 2009.
Entre 2009 y 2011 los procesos de independencia hispanoamericanas llegan a cumplir 200 años de haber empezado entre los países que festejan fiestas de bicentenario son en 2009: Bicentenario de Bolivia y Bicentenario de Ecuador. En 2010: Bicentenario de Argentina, Bicentenario de Colombia, Bicentenario de Chile y Bicentenario de Venezuela. En 2011: Bicentenario de Paraguay y Bicentenario de El Salvador

## Críticas y controversias

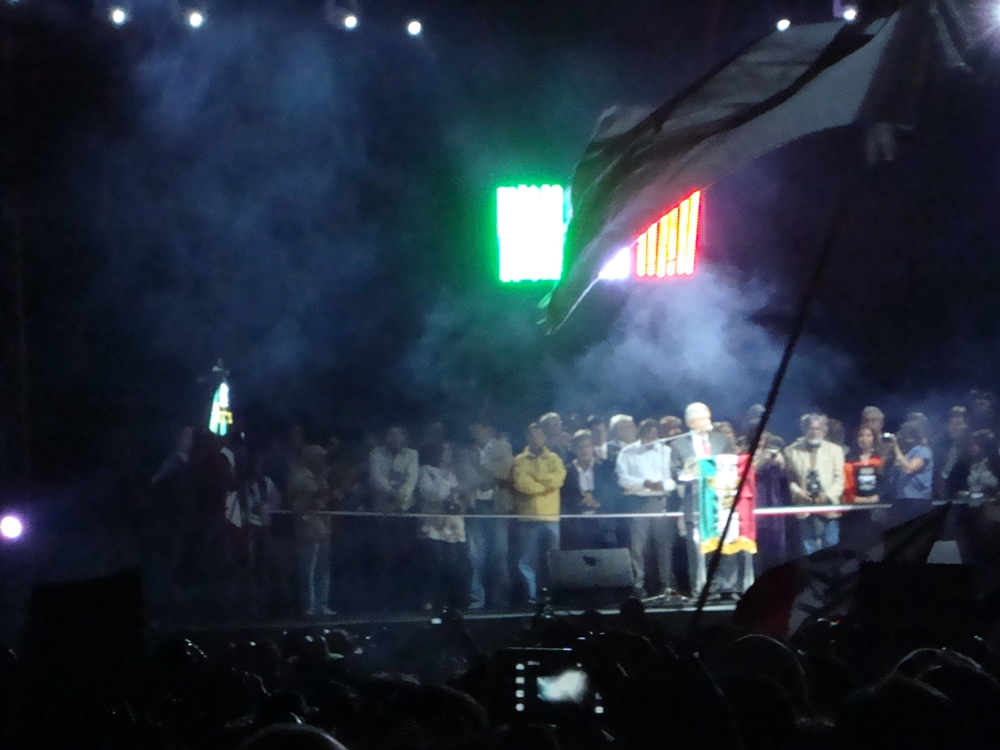
Andrés Manuel López Obrador el 15 de septiembre de 2010 en la Plaza de las Tres Culturas, en Tlatelolco, en el Grito de los Libres.

Una de las principales críticas a los festejos fue el hecho de que algunos medios resaltaron la delincuencia, pobreza, crisis económica en la que se encontraba el país; y la violencia generada por la Guerra contra el narcotráfico, hecho que hizo que se cancelaran los festejos en diversas partes de México.
Durante una comparecencia realizada ante el Senado de México como parte del desglose del 4° Informe de Gobierno del Presidente de México, el Secretario de Educación Pública Alonso Lujambio, encargado de los festejos informó que los gastos fueron de 667 millones de pesos mexicanos, esto porque se había dicho que los gastos eran de 2800 millones de pesos mexicanos; algunos senadores declararon que el festejo fue “onerosa”, sin contenido histórico y “que se aprovechó para la opacidad y corrupción”, por lo que reclamaron una auditoría a la fiesta del Bicentenario o la renuncia del secretario.
El 18 de octubre de 2010 el presidente de la Comisión del Bicentenario de la Cámara de Diputados de México, Óscar Lara Salazar informó la asistencia de Alonso Lujambio para el día 21, para dar transparencia a los gastos del Bicentenario. El jueves 21 de octubre, Alonso Lujambio, aseguró que no hubo despilfarro en los festejos del Bicentenario, afirmó que el gasto de 2900 millones de pesos está justificado. Diputados del PRI y PRD cuestionaron los gastos excesivos, la opacidad, la contratación de extranjeros y el destino de obras como 'El Coloso', en los festejos. Se criticó que en sólo siete horas que duró el espectáculo del 15 de septiembre, se gastaron alrededor de 700 millones de pesos y las obras quedaron inconclusas, como la Estela de luz y el Parque Bicentenario. Y se informó que hasta el momento existen 14 auditorías sobre los gastos de la celebración y se añadió que Banjercito ha recibido 84 solicitudes de información sobre el Fideicomiso del Bicentenario.

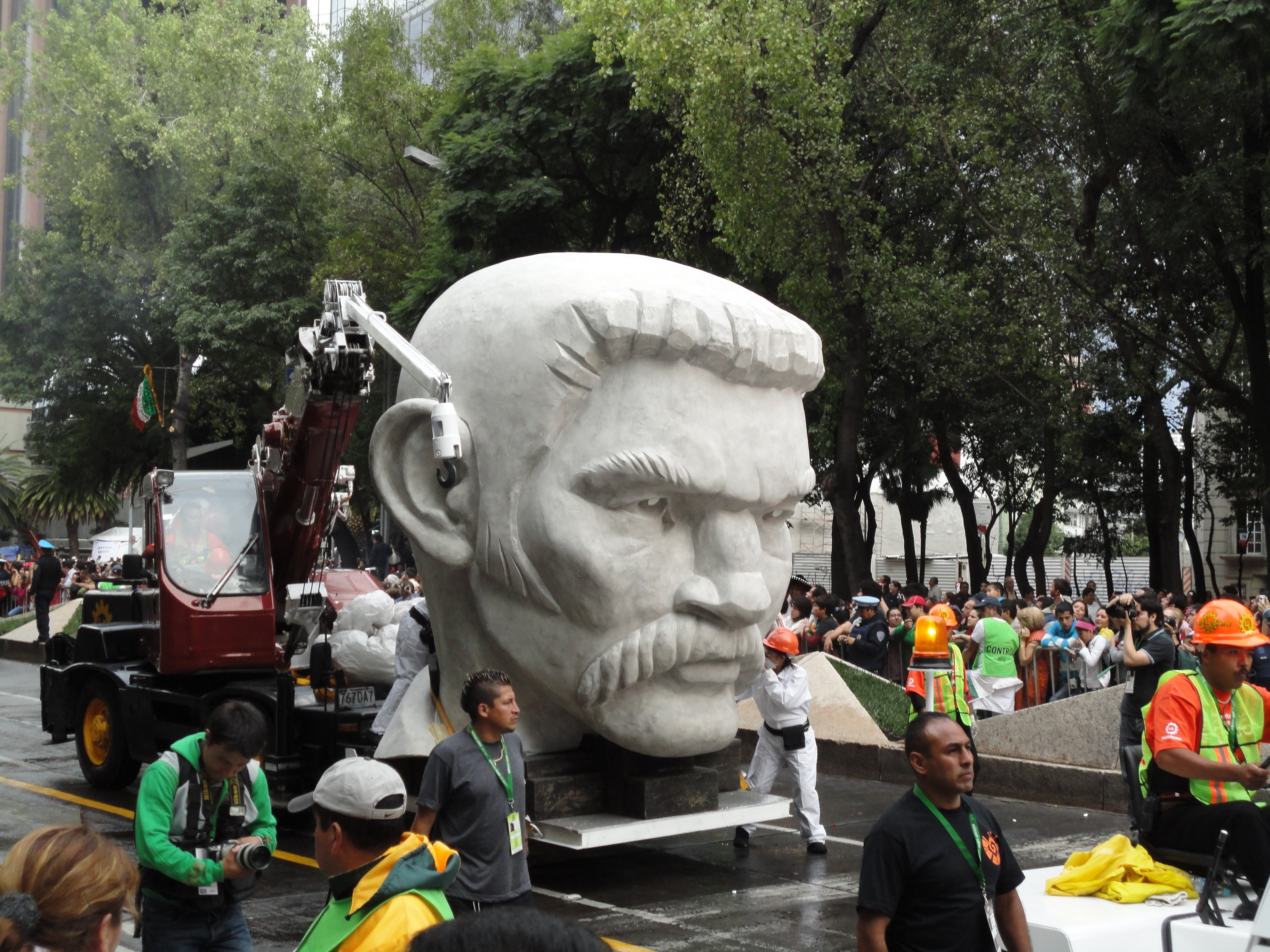
Cabeza de la polémica escultura El Coloso, de Juan Canfield, basada en la imagen de Benjamín Argumedo, militar golpista de 1913.

La escultura denominada "El Coloso" que participó en los festejos del día 15 de septiembre, causó polémica en torno a la "identidad" de este monumento y es que se señaló su parecido con personajes históricos y de la cultura popular como Emiliano Zapata, Jesús Malverde, José Stalin, Luis Donaldo Colosio, Benjamín Argumedo, Vicente Fernández, don Ramón, el Canaca, Saddam Hussein, Vicente Fox, Borat, Freddie Mercury etc. la secretaria de Educación Pública aseveró que el rostro del Coloso no retrata ningún personaje en particular y no tiene una identidad específica, aseguró que la figura es un homenaje a los cientos de miles de mexicanos anónimos, "casi todos campesinos pobres", que participaron en el movimiento insurgente. Sin embargo, el artista Juan Canfield, autor de la escultura, afirma que se basó en la imagen de Benjamín Argumedo —contrarrevolucionario que apoyó la dictadura de Victoriano Huerta en 1913— para la realización de la pieza. En 2011 se dio a conocer que esta estructura terminó junto con los 34 relojes de cuenta regresiva (cuyo costo fue de 11 millones 726 mil pesos) abandonados en los patios de las instalaciones del Comité Administrador del Programa Federal de Construcción de Escuelas de la SEP (CAPFCE).
El tema El futuro es milenario fue recibido negativamente por la crítica y el público en general entre las principales críticas estaban la pobreza de la letra y el uso frases poco relacionadas con esta celebración; después de recibir las fuertes críticas por parte de los medios de comunicación y de mexicanos inconformes por medio del Twitter y Facebook, el cantante Aleks Syntek, intérprete de la canción dejó su cuenta de Twitter por un tiempo. Después de un tiempo, la Secretaría de Educación Pública afirmó que no existió una canción oficial para la celebración del Bicentenario y la canción es sólo para motivar la celebración. Finalmente el tema musical fue interpretado en siete diferentes géneros Son, Mambo, Cha-cha-chá, Bolero, Danzón y Cumbia durante el Desfile del Bicentenario. Durante la coreografía denominada "México Unido" del 15 de septiembre, cuando apareció un grupo de porristas vestidas de rosa con blanco que pretendían dirigir la coreografía masiva, la canción oficial fue saboteada por la multitud al cantar al unísono las estrofas de la canción Cielito Lindo.
El Festival Olímpico del Bicentenario fue criticado debido a que la CONADE destinó unos 80 millones de pesos (6,1 millones de dólares) para costear el Festival, que algunos medios enfatizaron que resultaron ser poco aprovechados, pues según datos de protección civil, del millón de personas que se esperaba asistieran al evento, apenas unas 50 000 personas en dos días miraron el espectáculo, y criticaron que tuvo a una estrella extranjera como la atracción principal. La velocista Ana Gabriela Guevara sembró controversia al criticar la preparación de los deportistas mexicanos hacia los Juegos Panamericanos de 2011 y la presentación de Michael Phelps. Además de que causó la molestia de los ciudadanos debido a los cortes viales realizados en Paseo de la Reforma, desde glorieta de la Palma hasta la Fuente de Petróleos en el cruce con Anillo Periférico (Sección Norponiente) que causaron congestión vehicular.

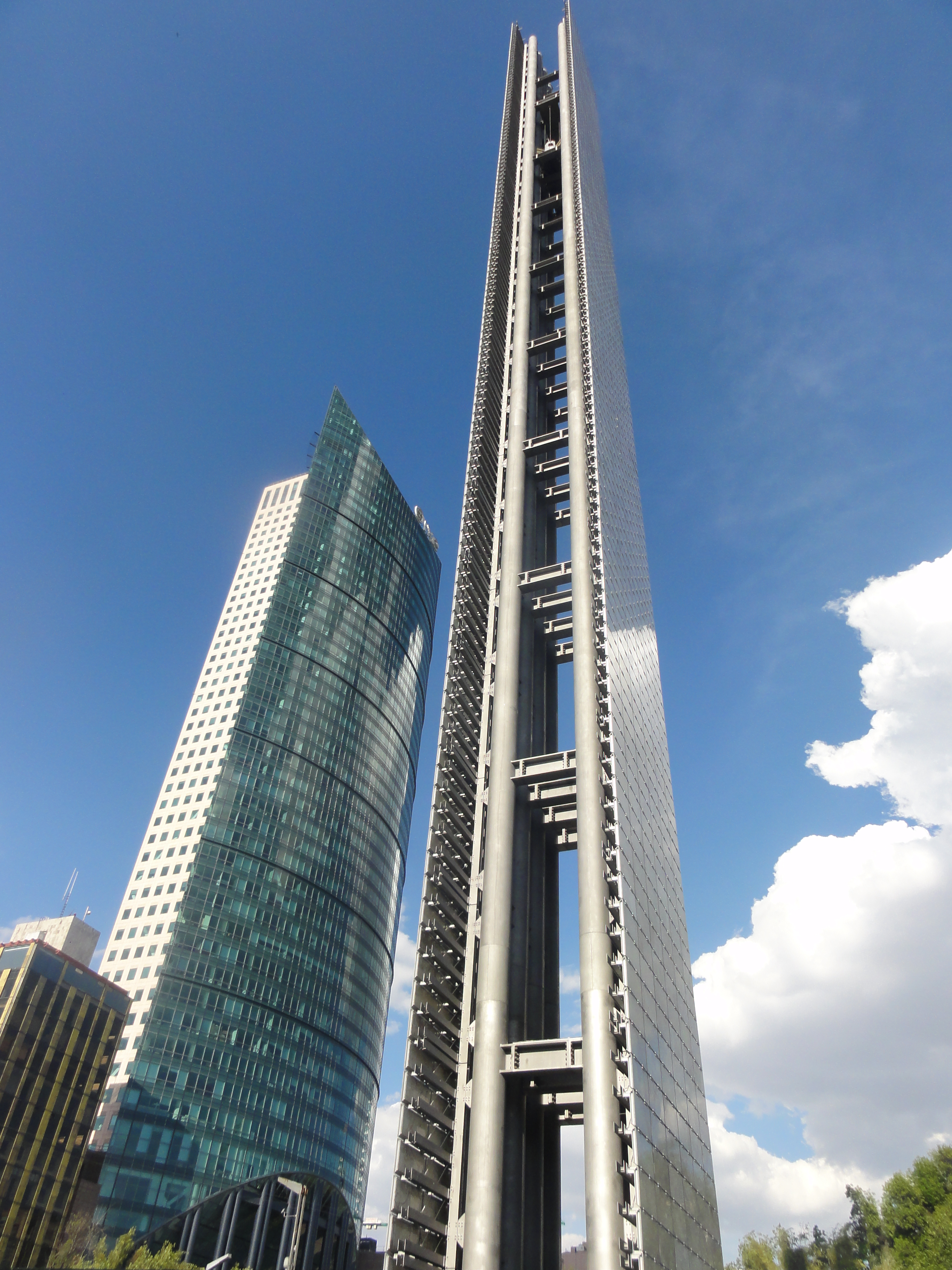
Monumento Estela de Luz.

La inauguración de la Estela de luz monumento conmemorativo a la ocasión que tenía previsto ser el equivalente del Ángel de la Independencia, se había previsto para el 15 de septiembre de 2010 en la Ciudad de México; sin embargo, por diversas cuestiones la obra no se concluyó.
En 2011 se destaparon varios escándalos que pusieron al descubierto malos manejos con el fondo destinado a su construcción, la reducción significativa del diseño original y las irregularidades por las que 27 funcionarios fueron cesados, así como diversos problemas constructivo por parte de las compañías que ganaron la licitación; por todos esto, su costo, presupuestado inicialmente en 200 millones de pesos se disparó hasta alcanzar la cifra final de 1,035.88 millones de pesos.
El monumento fue finalmente inaugurado el 7 de enero de 2012 por el presidente de México, Felipe Calderón, después de 15 meses de retraso. Al día siguiente, unos 300 ciudadanos realizaron la primera protesta en el espacio. Los inconformes pasaron las vallas de seguridad que lo resguardan y realizaron una protesta, la cual tuvo que dar por terminada una verbena popular organizada por el gobierno. En el acto propusieron que la Estela sea un "monumento a la corrupción". También se suscitaron protestas, por internet, redes sociales y en medios masivos de comunicación.
Tras el peritaje realizado por el Colegio Mexicano de Ingenieros Civiles, en el cual se indicó que el costo real de dicha torre no es superior a los 497 millones de pesos, también se dio a conocer que el costo de la inauguración fue de 3.8 millones de pesos. El 11 de enero de 2012 la Comisión Permanente del Congreso de la Unión aprobó solicitar al gobierno de Felipe Calderón un reporte detallado sobre la investigación de probable corrupción para construir la Estela de Luz, y que el informe incluya un desglose del incremento a mil 35 millones de pesos del monumento.